# Jastrzębie-Zdrój
Jastrzębie-Zdrój (śl. Jastrzymbie-Zdrōj, niem. Bad Königsdorff-Jastrzemb) – miasto na prawach powiatu, położone na Górnym Śląsku, w południowej części województwa śląskiego. Według danych Głównego Urzędu Statystycznego z 2023 r. miasto było zamieszkiwane przez 82 301 osób, a jego powierzchnia wynosi 85,34 km².
Od połowy XIX wieku do lat 90. XX wieku funkcjonowało tu uzdrowisko. W latach 50. XX wieku odkryto tu znaczne zasoby węgla kamiennego, co przekształciło miejscowość w ośrodek miejski i przemysłowy.

## Położenie i środowisko naturalne

### Położenie
Jastrzębie-Zdrój położone jest na Górnym Śląsku przy granicy polsko-czeskiej. Od zachodu graniczy z powiatem wodzisławskim, od północy z powiatem rybnickim i miastem Żory, od wschodu z powiatem pszczyńskim, a od południa z powiatem cieszyńskim i Republiką Czeską. Przez miasto płyną małe rzeki: Pszczynka, Jastrzębianka, Szotkówka i Gmyrdek.
Powierzchnia miasta wynosi 88,62 km². Jastrzębie-Zdrój znajduje się na 14. miejscu zarówno pod względem liczby ludności, jak i powierzchni w województwie śląskim, a na 43. miejscu pod względem liczby mieszkańców i 36. pod względem powierzchni w Polsce.
Jastrzębie-Zdrój, choć nie leży na terenie historycznego Śląska Cieszyńskiego, to od 1998 r. należy do Euroregionu „Śląsk Cieszyński”. Jest największym pod względem liczby ludności miastem euroregionu. Z centrum miasta widoczne są główne masywy oddalonych o ok. 30–35 km w linii prostej od Jastrzębia Beskidów (Śląskiego, Małego oraz Morawsko-Śląskiego). Najbardziej rozpoznawalnymi szczytami widocznymi z Jastrzębia-Zdroju są: masyw Czantorii, Skrzyczne, Łysa Góra. Przy dobrej widoczności z Bzia, Ruptawy oraz z wysokich pięter bloków znajdujących się w centrum miasta można dojrzeć Babią Górę (ok. 73 km w linii prostej od Jastrzębia) oraz – spoglądając w kierunku Parku Zdrojowego (kierunek Wodzisław Śląski) – masyw Pradziada (102 km w linii prostej) z 145-metrową wieżą, położonego już w Jesionikach – po stronie czeskiej (Sudety Wschodnie). Z najwyższych punktów miasta można dostrzec najwyższe szczyty Tatr (między Babią Górą a Beskidem Śląskim), Małą Fatrę – Mały Krywań i Suchý (patrząc między Beskid Śląski a Morawsko-Śląski) oraz Jaworniki – głównie Wielki Jawornik (patrząc na południowy zachód, tuż przy krańcu Beskidu Morawsko-Śląskiego).

### Rzeźba terenu
Jastrzębie-Zdrój położone jest na Płaskowyżu Rybnickim. Miasto leży na styku odmiennych krajobrazowo jednostek fizycznogeograficznych, przez co ukształtowanie terenu jest znacząco różne w południowej i północnej części miasta. W południowej części Jastrzębia-Zdroju występuje bogata sieć rzeczna i urzeźbienie krajobrazu oraz zróżnicowanie wysokości względnej. Północną część tworzą głównie obszary zurbanizowane oraz przekształcone przez działalność górniczą. Część zachodnia miasta opada tarasowo w kierunku doliny Olzy, a w części wschodniej przechodzi w krajobraz szeroki i płaski, opadający do doliny Wisły. Większa część miasta leży na terenie pagórkowatym o przebiegu równoleżnikowym, na wyniesieniach nie przekraczających 290 m n.p.m.

### Warunki wodne
W mieście swoje źródła ma 8 rzek i cieków wodnych: Jastrzębianka, Ruptawka, Gmyrdek, Pszczynka, Pająkówka, Bzianka, Dębinka i Cisówka. Przez miasto przebiega dział wodny I rzędu Wisła – Odra. Dorzecze Wisły obejmuje północną i część miasta (Szeroka, Borynia i Skrzeczkowice) jako dorzecze Pszczynki (będącej bezpośrednim dopływem Wisły) wraz z jej dopływami Dębinką, Potokiem Boryńskim i Potokiem Osiny oraz północno-wschodnią część Bzia, skąd wody spływają przez kanał Strumień do Wisły. Pozostała część miasta leży w dorzeczu Odry, a ściślej Olzy, przy czym południowa i wschodnia część miasta to dorzecze dopływu Olzy, Pietrówki (wpadają do niej Cisówka, Pająkówka oraz za pośrednictwem Pielgrzymówki – Bzianka i Ruptawa), a zachodznia i centralna część miasta leży w dorzeczu innego dopływu Olzy, Szotkówki (do niej wpadają Jastrzębianka i Ruptawka, a do Ruptawki – Gmyrdek). Zbiorniki wodne znajdujące się na obszarze miasta są głównie wypełnionymi wodą zapadliskami górniczymi, a także osadnikami wód dołowych i poflotacyjnych.

### Przyroda

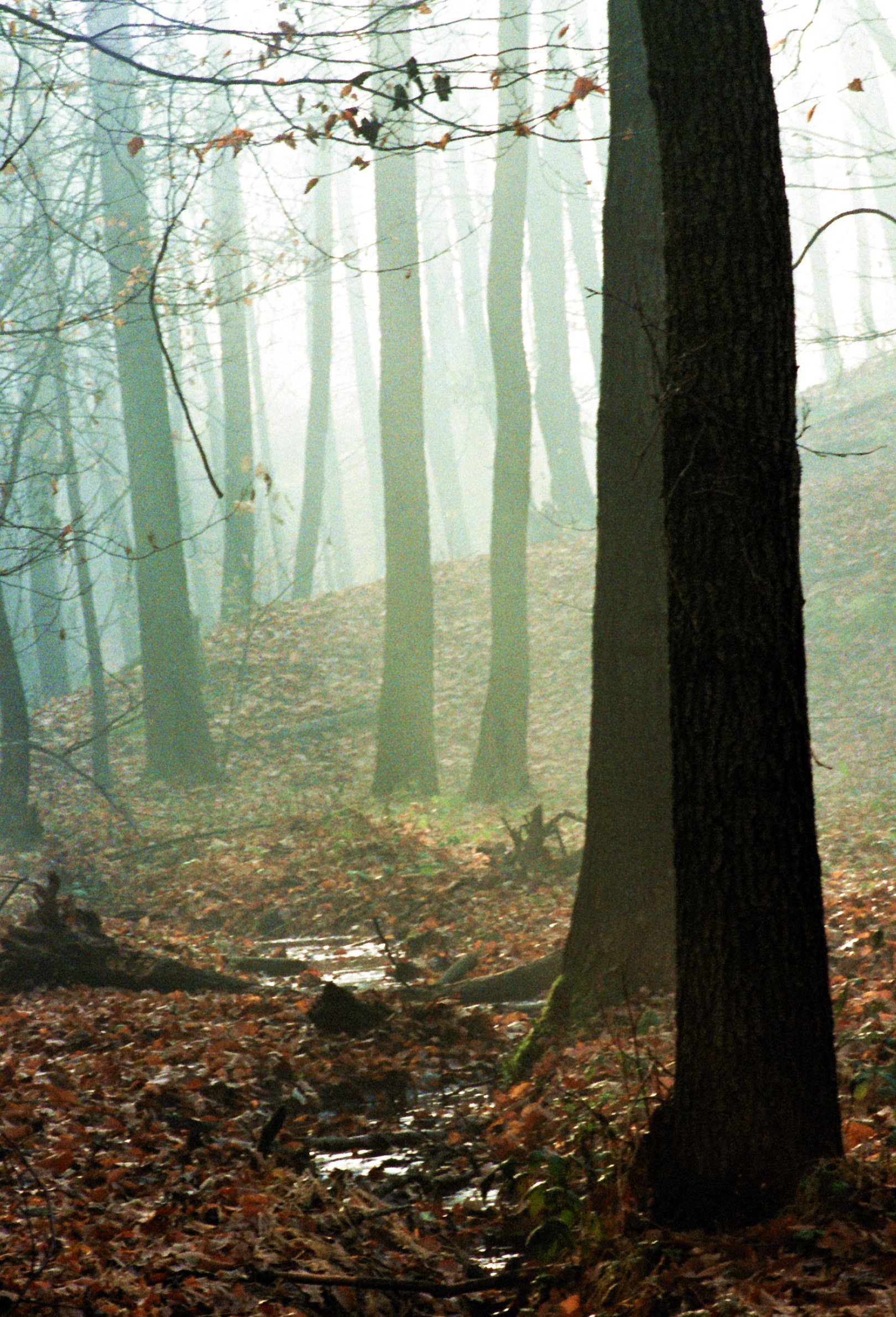
Las Kyndra

Centrum Jastrzębia-Zdroju zbudowane zostało w miejscu istniejących wcześniej pól uprawnych, łąk i stawów hodowlanych często oddzielonych jarami i lasami. Pozostałości takiego krajobrazu w centrum miasta zachowały się m.in. przy ul. Cieszyńskiej, gdzie znajduje się Ośrodek Wypoczynku Niedzielnego. Na terenie miasta istnieje również Park Zdrojowy z ponad 70 gatunkami drzew.
Środowisko przyrodnicze miasta przeobrażone zostało najmocniej w wyniku budowy osiedli oraz z powodu rozpoczęcia wydobycia węgla kamiennego i tym samym konieczności powstania osadników i hałd, które wciąż się powiększają. Jednak niektóre sołectwa – m.in. Ruptawa i Bzie Zameckie – nie zostały uprzemysłowione ani silnie zurbanizowane i są atrakcyjnym miejscem do wypoczynku i rekreacji m.in. dla rowerzystów.
W mieście znajduje się 5 zwartych kompleksów leśnych: Kyndra, Biadoszek, Pastuszyniec, Dębina i Ruptawiec. Stanowią one 8% całego obszaru Jastrzębia-Zdroju. Kompleksy Kyndra i Pastuszyniec były niegdyś częścią lasów beskidzkich. W wielu miejscach istnieją jeszcze zalesione jary, a także aleje dębowe – fragmenty dawnych traktów.
W Jastrzębiu-Zdroju znajdują się 23 pomniki przyrody.

### Zwierzęta
Na terenie miejskich osiedli i w ich najbliższym otoczeniu pospolicie występują m.in. ssaki takie jak jeże i wiewiórki, a także ptaki gnieżdżące się: sroki, sójki, dzięcioły duże, sierpówki, kawki, kosy, szpaki oraz bażanty. Ponadto okresowo występują tu jemiołuszki, gawrony i kukułki. Na obrzeżach Jastrzębia-Zdroju występują: zające, króliki, lisy, sarny europejskie, ptaki gnieżdżące się: czajki, sieweczki rzeczne (na terenach zdegradowanych przez przemysł), łyski, krzyżówki, perkozy dwuczube, perkozy zauszniki, łabędzie nieme, jastrzębie oraz pustułki. Gatunkiem zanikającym na terenie miasta są dzierlatki. W czystych wodach i w ich pobliżu żyje kilka gatunków płazów: traszka zwyczajna, ropucha szara, ropucha zielona, rzekotka drzewna i kumak górski, a także gadów: jaszczurka zwinka, padalec zwyczajny i zaskroniec zwyczajny.
Wśród ptaków gatunki ginące, uznane za zagrożone na terenie Górnego Śląska, a jednocześnie lęgowe na terenie miasta to: brzegówka, dzięcioł zielonosiwy, kląskawka, pleszka zwyczajna, pokląskwa, potrzeszcz, świerszczak, turkawka, zimorodek, błotniak stawowy. Jastrzębskie ssaki zaś, zagrożone na terenie Górnego Śląska to: orzesznica, wiewiórka i gronostaj.
Część zbiorników w obrębie miasta została zagospodarowana na stawy rybne, w których żyją takie gatunki ryb, jak np. karp, karaś, lin, wzdręga, szczupak, sandacz i ukleja.

## Historia

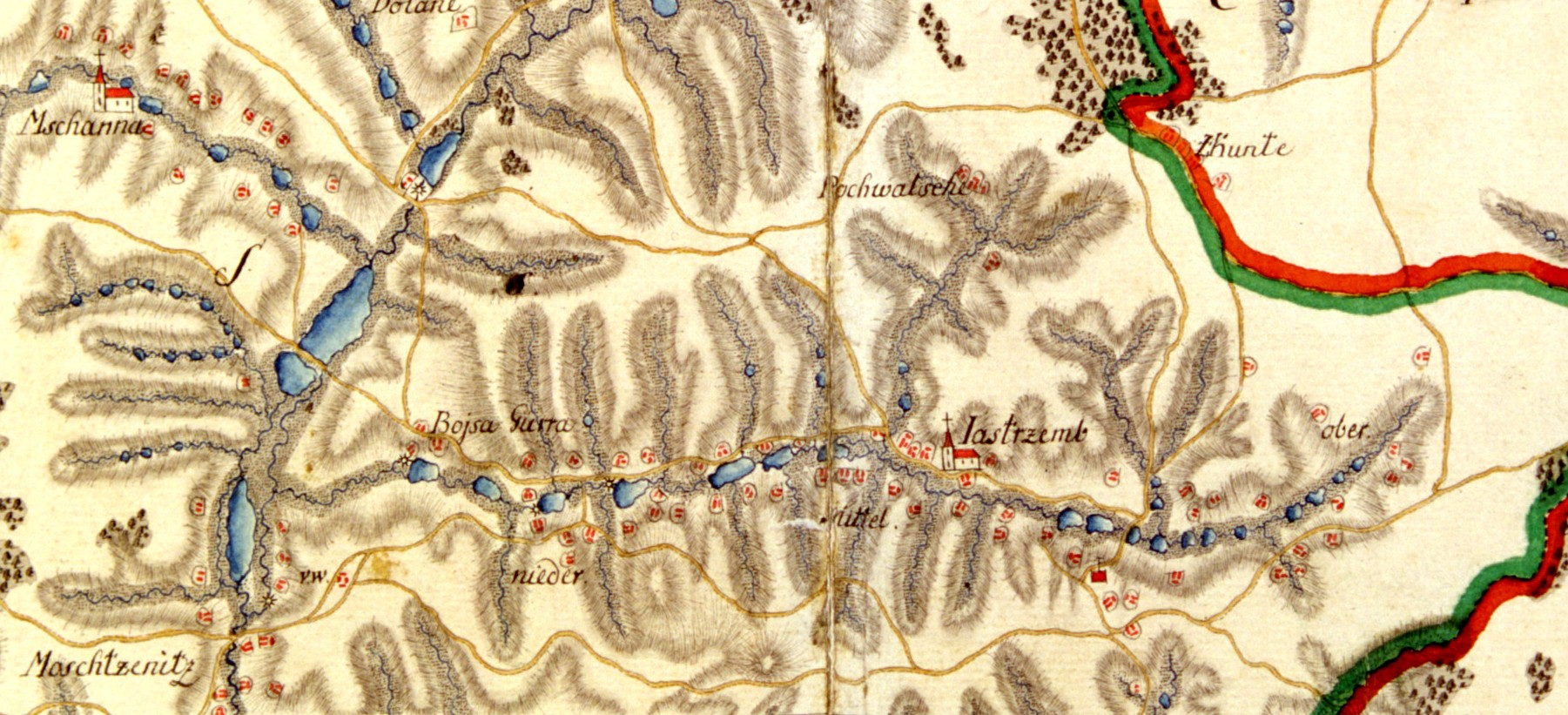
Jastrzębie na mapie Christiana Friedricha von Wrede ok. 1750 roku

Pierwsza pisemna wzmianka dotycząca terenów, na których dziś położone jest miasto pochodzi z października 1293, gdy ziemie te należały do księstwa opolsko-raciborskiego. W dokumencie odnowionym przez Przemysława pojawia się Bzie jako Byze. W księdze fundacyjnej biskupstwa zanotowano słowa: Item in Bozegora sive Monte Oliveti solvitur decima more polonico valet 5 marcam („Podobnie w Bożej Górze, zwanej też Górą Oliwną, była oddawana dziesięcina według zwyczaju polskiego w wysokości 5,5 grzywny”). W Liber fundationis pojawiła się również wzmianka o Boryni, Szerokiej oraz Ruptawie.
Od przełomu XV i XVI wieku aż do początków XIX wieku, obszar na którym dziś położone jest Jastrzębie wchodził w skład Wodzisławskiego Państwa Stanowego.
W 1481 dokonano podziału majątków w Bziu, które wówczas należało do rodziny Rostków. Wykształciły się odrębne majątki wzmiankowane na przełomie XVII i XVIII w. – Bzie Dolne (1678), Bzie Górne (1711), Bzie Średnie (1711), Bzie Zameckie (1714), a także założona w 1783 Kolonia Jana.

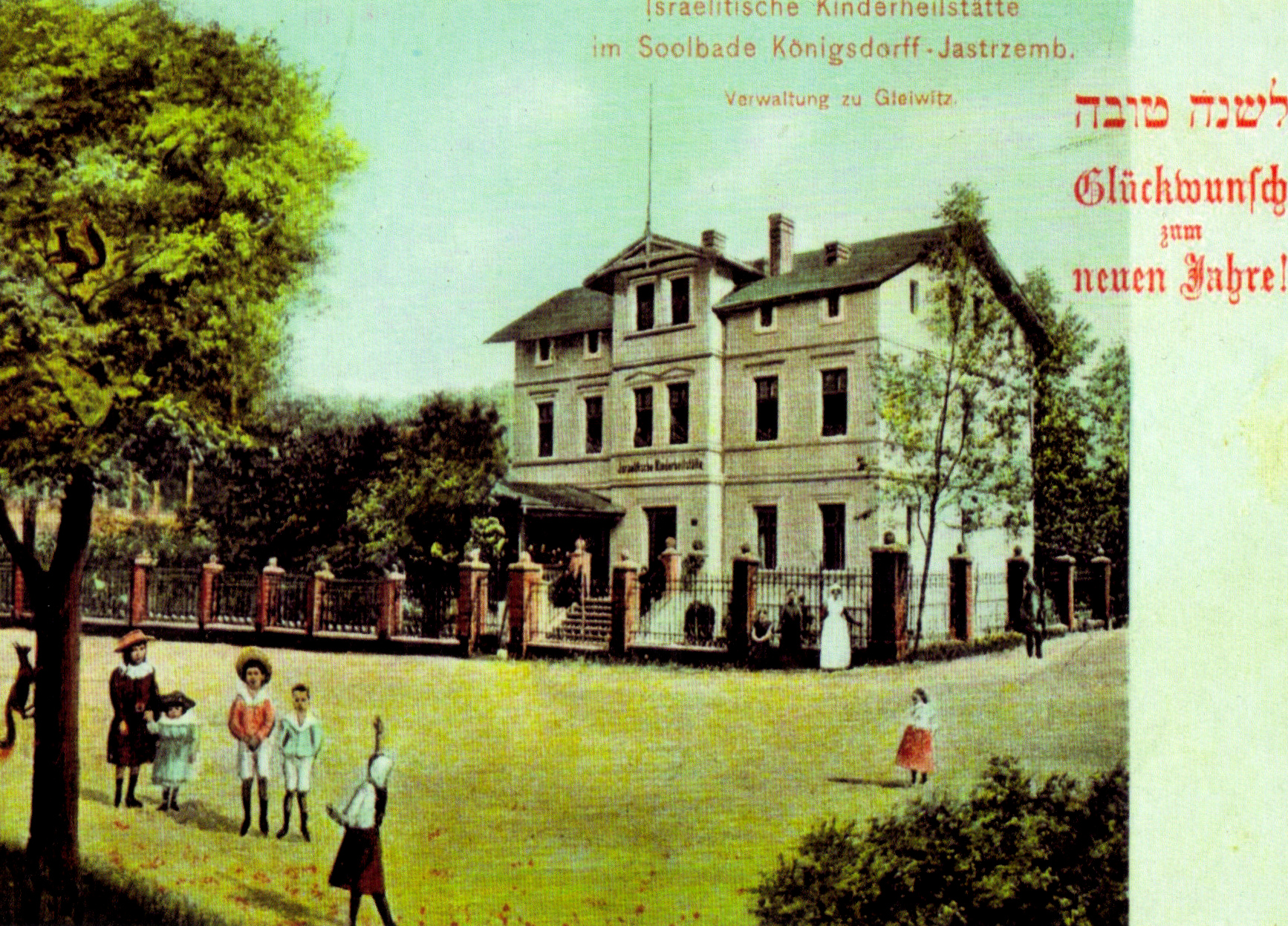
Żydowski zakład uzdrowiskowy, pocztówka pochodząca z drugiej połowy XIX wieku

W 1700 powstało Pochwacie, a w 1794 Zofiówka.
Rozwój miejscowości nastąpił po odkryciu solanki jodowo-bromowej podczas wierceń w 1859 r. prowadzonych w poszukiwaniu węgla przez właściciela Jastrzębia Dolnego, Emila von Schliebena. W 1861 Jastrzębie Dolne wykupił hrabia Feliks von Königsdorff i rozpoczął budowę obiektów leczniczych. Wzniesiono wówczas pierwsze urządzenia kąpielowe oraz m.in. Kasyno Zdrojowe (1862) – późniejszy Dom Zdrojowy i Łazienki (1862) – późniejszy Zakład Przyrodoleczniczy. Hrabia zmienił także nazwę miejscowości na Bad Königsdorff-Jastrzemb, nazwa ta obowiązywała do 1922 r., a więc do końca istnienia niemieckiej administracji. W 1869 uzdrowisko stało się własnością spółki Actien Commandit Gesellschaft, która zmodernizowała istniejące obiekty i zbudowała muszlę koncertową i drewniany deptak. W 1890 Jastrzębie Dolne zakupił Juliusz Landau, który rozpoczął przekształcanie sanatorium w uzdrowisko dziecięce. W 1891 powstał pierwszy kompleks sanatoryjny z kaplicą, klasztorem (1905), szpitalem (1909) i budynkiem sanatoryjnym – należący do Katolickiego Zakładu Dziecięcego NMP, a wkrótce potem kolejne – Ewangelicki Zakład Dziecięcy „Betania” (1890–1905) oraz Żydowski Zakład dla Dzieci.

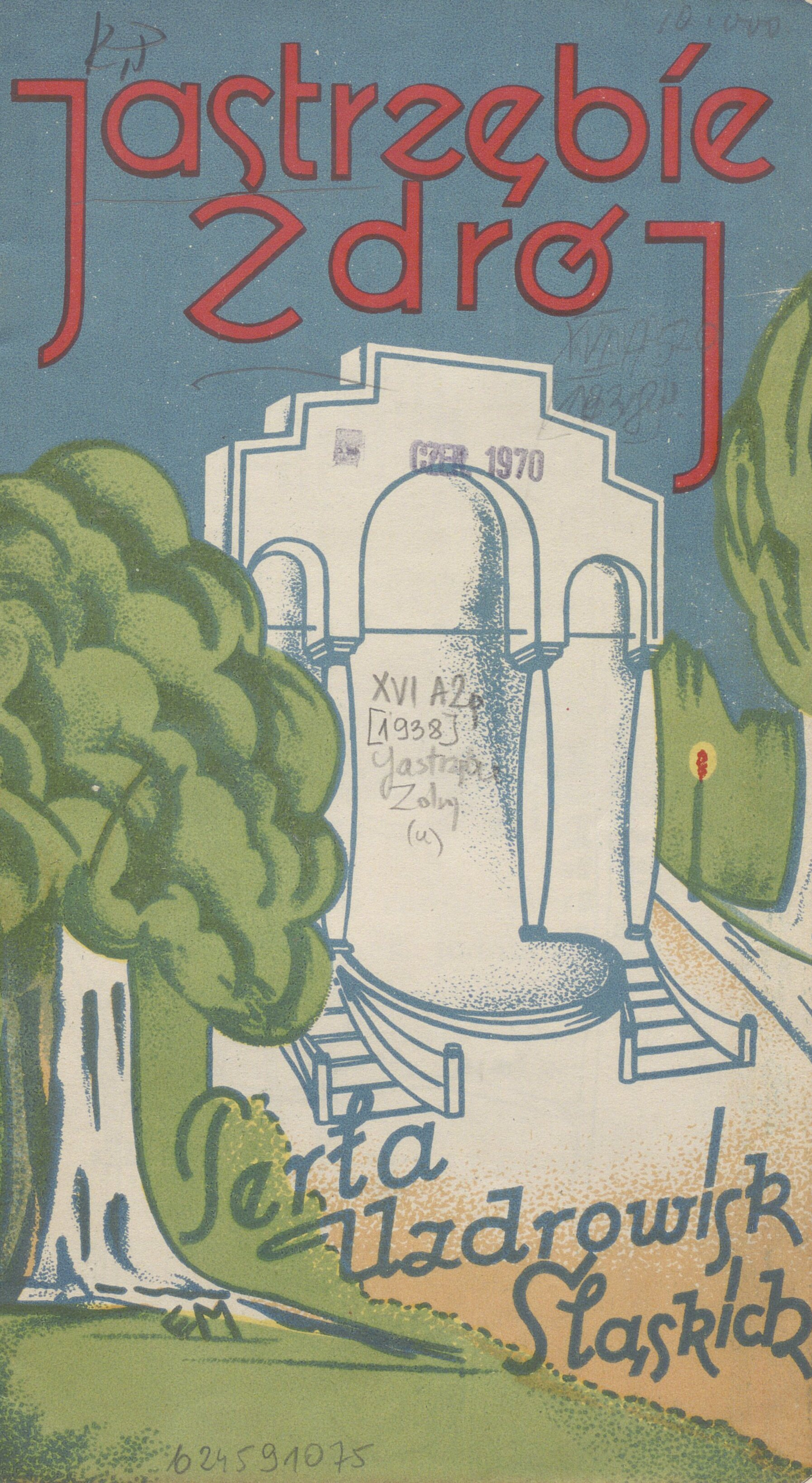
Broszura promująca jastrzębski kurort (1938 rok)

Topograficzny opis Górnego Śląska z 1865 roku notuje stosunki ludnościowe na terenie ówczesnej wsi wymienianej pod dwiema nazwami Konigsdorf Jastrzemb oraz Nieder Jastrzemb zaznaczając w niej przewagę ludności polskojęzycznej – „Das Dorf nebst Rittergut enthalten 221 Haushaltungen mit 1069 Menschen, von denen 1028 nur polnisch sprechen (...).”, czyli w tłumaczeniu na język polski „Wieś wraz z dobrami rycerskimi zawiera 221 gospodarstw domowych z 1069 mieszkańcami, z których 1028 mówi tylko po polsku (...)”.
Uzdrowisko rozwinął kolejny właściciel – Mikołaj Witczak, który nabył Zdrój w 1896 r. W czasie I wojny światowej z jastrzębskich obiektów korzystali ranni żołnierze, wiele z sanatoriów zamieniono w szpitale wojskowe. W 1918 w związku z niekorzystną sytuacją polityczną dr Mikołaj Witczak odsprzedał uzdrowisko Austriacko-Niemieckiemu Towarzystwu Zdrojowemu. Po śmierci doktora Witczaka jego synowie – Mikołaj i Józef – unieważnili transakcję i stali się właścicielami Zdroju.

4 lipca 1922 Jastrzębie Dolne wraz z całym powiatem rybnickim znalazło się w granicach Polski. W okresie międzywojennym nastąpił rozkwit uzdrowiska. Powstały m.in.: Sanatorium im. Marszałka Piłsudskiego (1928), zbudowane dzięki funduszom województwa śląskiego, przeznaczone dla inwalidów wojennych i powstańców śląskich, sanatorium „Hutnik”, basen (1938) i liczne prywatne pensjonaty.

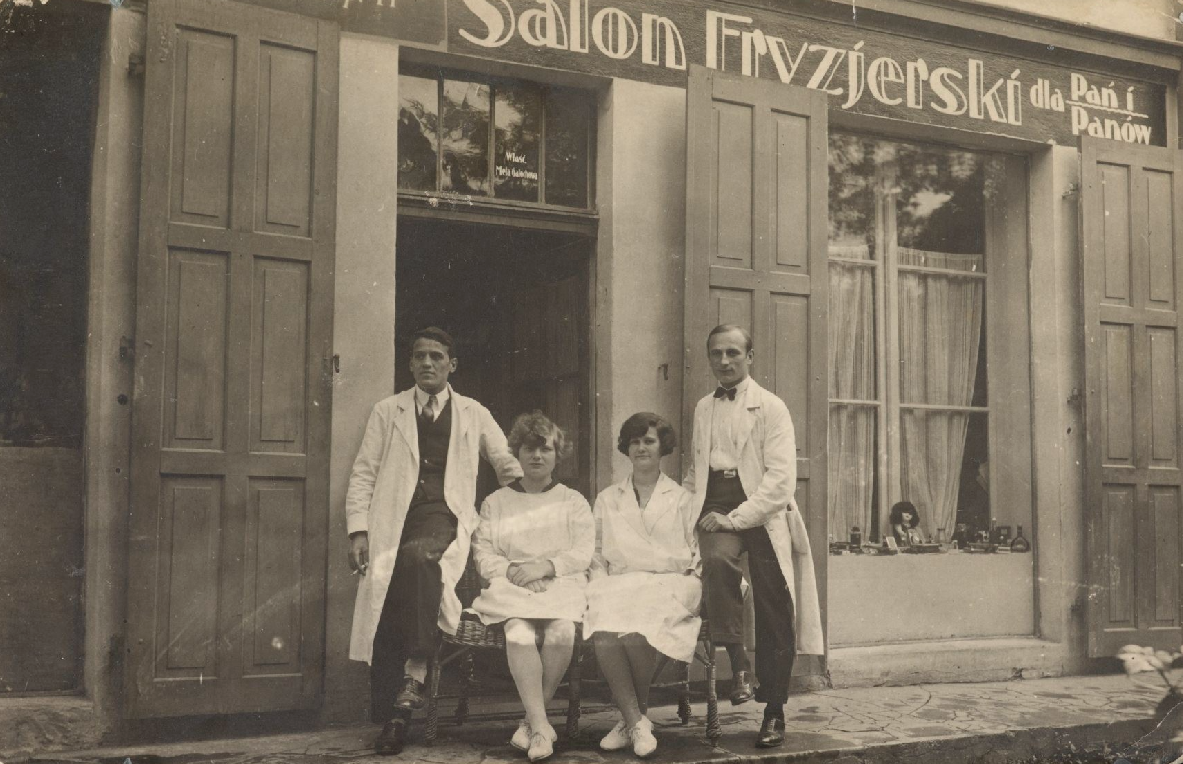
Uzdrowiskowi fryzjerzy przed salonem fryzur przy ul. 1 Maja

1 sierpnia 1924 roku z części obszaru dworskiego Jastrzębie Dolne, położonego między wsiami (właśc. gminami): Ruptawa, Zofiówka, Moszczenica i linią kolejową Wodzisław Śląski–Żory i między gminą Jastrzębie Dolne powstała gmina Jastrzębie Zdrój (Jastrzębie–Zdrój), w skład której weszło uzdrowisko. Jastrzębie Dolne i Jastrzębie Górne – były wtedy osobnymi gminami.
W czasie II wojny światowej, Niemcy stworzyli na terenie uzdrowiska tzw. „Miasto Matek”. Pod koniec wojny domy matek oraz szpitale dziecięce przekształcono na szpitale dla niemieckich żołnierzy.
W marcu 1945 roku Jastrzębie zostało zajęte przez jednostki 1 Frontu Ukraińskiego. Podczas walk zginęło 360 żołnierzy radzieckich. Ich pamięć została uwieczniona pomnikiem na ówczesnej Górze Wyzwolenia.
Po wojnie uzdrowisko nadal funkcjonowało i było zaliczane do uzdrowisk I kategorii. W 1948 uzdrowisko Jastrzębie-Zdrój zostało uznane za posiadające charakter użyteczności publicznej.

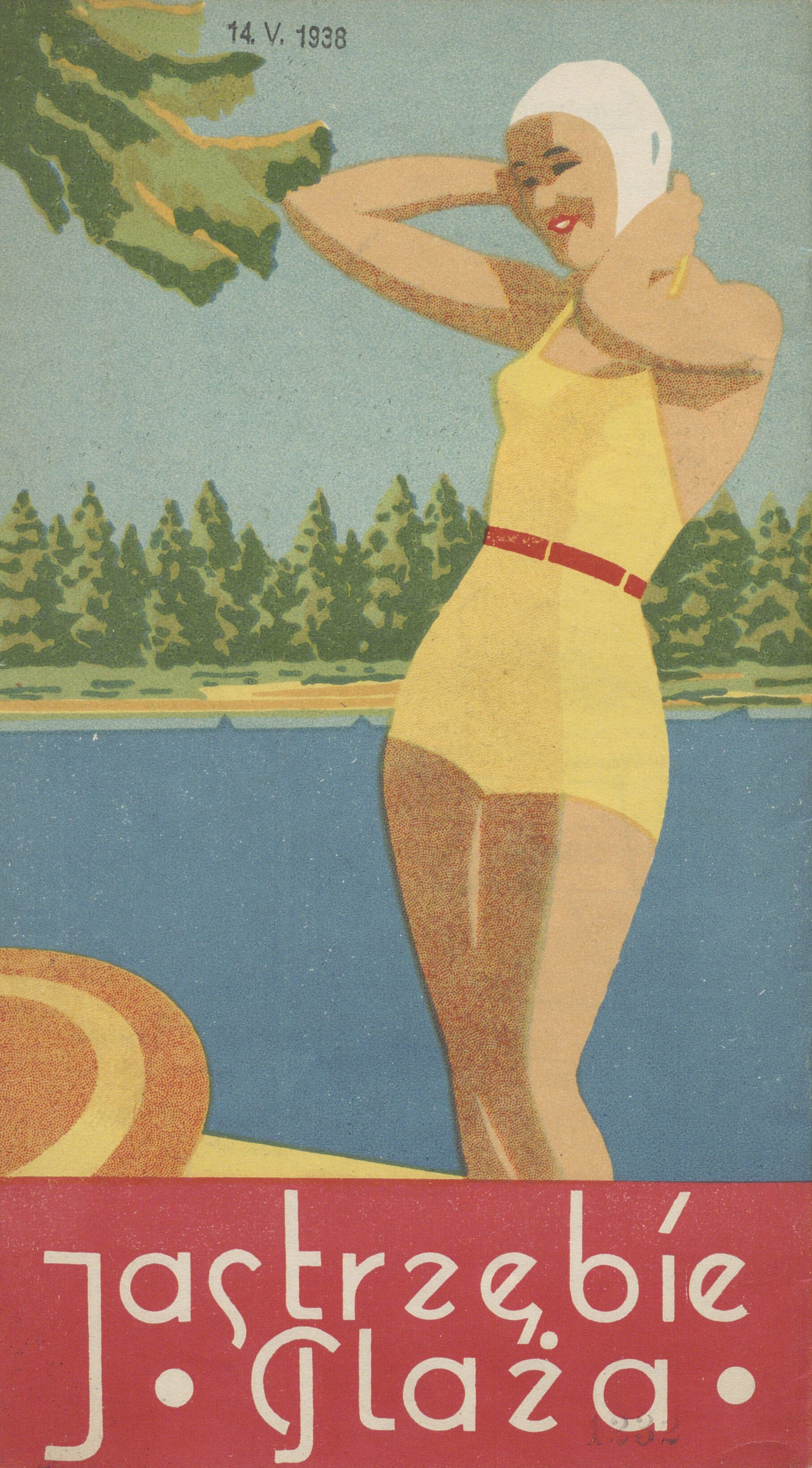
Broszura promująca jastrzębski kurort (1938 rok)

W latach 1945–1954 było siedzibą wiejskiej gminy zbiorowej Jastrzębie Zdrój. W latach 1954–1955 wieś należała i była siedzibą władz gromady Jastrzębie Zdrój. 1 stycznia 1956 Jastrzębie Zdrój uzyskało status osiedla.
Wraz z odkryciem złóż węgla kamiennego rozpoczęto budowę kopalń i osiedli mieszkaniowych. Jastrzębie weszło w zupełnie nowy rozdział swojej historii. Pierwszą oddaną do użytku kopalnią była uruchomiona w 1962 kopalnia „Jastrzębie”, a równolegle z nią wybudowano osiedla „Przyjaźń” i „Zdrój”.
30 czerwca 1963 Jastrzębie-Zdrój otrzymało prawa miejskie. Składało się ono wówczas ze Zdroju i Jastrzębia Dolnego. W 1973 dołączono do miasta sołectwo Jastrzębie Górne (jednak już 4 lata wcześniej włączono część gromady Jastrzębie Górne do miasta).
Już kilkanaście lat później w granicach miasta działało 5 kopalń: Jastrzębie, Moszczenica, Pniówek, Borynia i Zofiówka. W latach 1954–1975 Jastrzębie-Zdrój należało administracyjnie do powiatu wodzisławskiego. W 1975 na skutek reformy administracyjnej przyłączono wsie: Ruptawa, Szeroka, Moszczenica, Borynia, Skrzeczkowice i (przejściowo) Pniówek (1977–1992).
W latach 80. XX w. Jastrzębie było jednym z ośrodków protestów robotniczych. W 1980 podpisano tu tzw. porozumienia jastrzębskie, ostatnie z tzw. porozumień sierpniowych. W czasie stanu wojennego 15 grudnia 1981 r. doszło do pacyfikacji kopalni Manifest Lipcowy (ob. „Zofiówka”).
W 1994 zakłady uzdrowiskowe zostały zlikwidowane.
W 2007 miasto utraciło status uzdrowiska.

### Nazwa

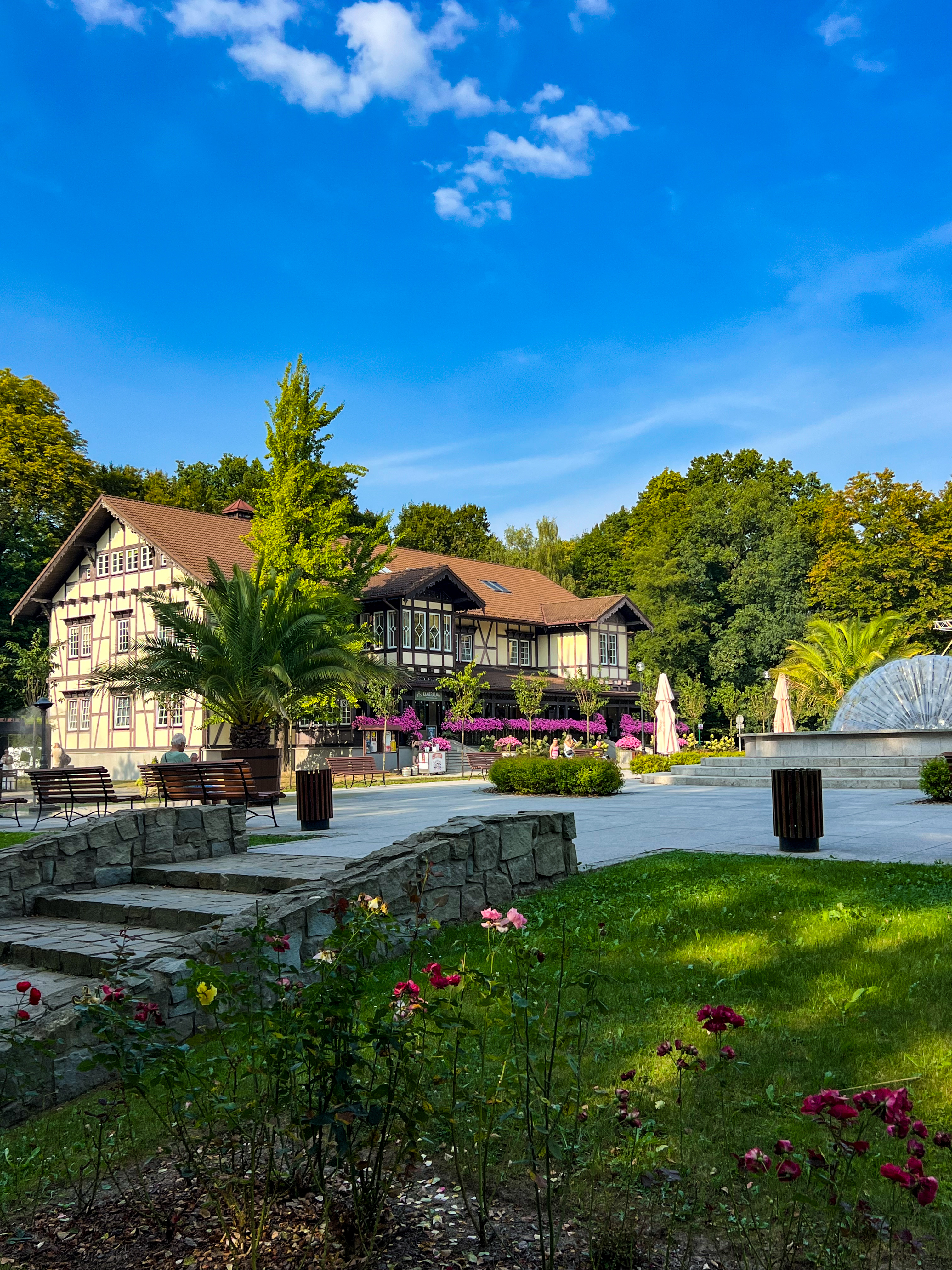
Centralny plac Parku Zdrojowego

W łacińskiej Liber fundationis episcopatus Vratislaviensis spisanej w latach 1295–1305 wymienione zostały wsie, które w procesach urbanizacyjnych zostały wchłonięte przez miasto. Są to obecne części miasta, jak Boża Góra we fragmencie Bozagora sive Monte oliveti solvitur decima more polonico, Moszczenica w formie Moschenicza, Ruptawa jako Ruptava, Szeroka jako Syroka, Bzie jako Goltimanni villa oraz Borynia jako Borina.
Nazwa miejscowości zmieniała się lub pisana była w różny sposób: do XIV w. brzmiała Hermannsdorf, następnie Jaskczambie, Giastrzabie w XV w., Jastrzembia, Jastrzembie w XVII w., w 1862 r. wprowadzono nazwę Bad Königsdorff-Jastrzemb. W czasie okupacji niemieckiej (1939–1945) funkcjonowała nazwa Bad Königsdorff. Polską nazwę Jastrzębie oraz niemiecką Königsdorff-Jastrzemb wymienia w 1896 r. śląski pisarz Konstanty Damrot w książce o nazewnictwie miejscowym na Śląsku.
Słownik geograficzny Królestwa Polskiego wydany w latach 1880–1902 notuje nazwę miejscowości pod polskimi nazwami Jastrzemb, Jastrząb i Jastrzęb oraz niemiecką Ober-Jastrzemb.
Geneza nazwyŚredniowieczne podania i legendy – nazwa Jastrzębie wywodzi się od zbójnika napadającego znienacka na karawany kupieckie zmierzające szlakiem handlowym przez Bramę Morawską. Był nim były rycerz Ruchenstein, który oddelegowany przez króla w celu ochrony tych terenów przed zbójnikami sam zszedł na złą drogę. Ponieważ napadał znienacka jak jastrząb, tak właśnie był nazywany. Zła sława owego rycerza spowodowała, że tereny zdradzieckich jarów i wzgórz zaczęto nazywać Jastrzębie.

## Administracja i polityka

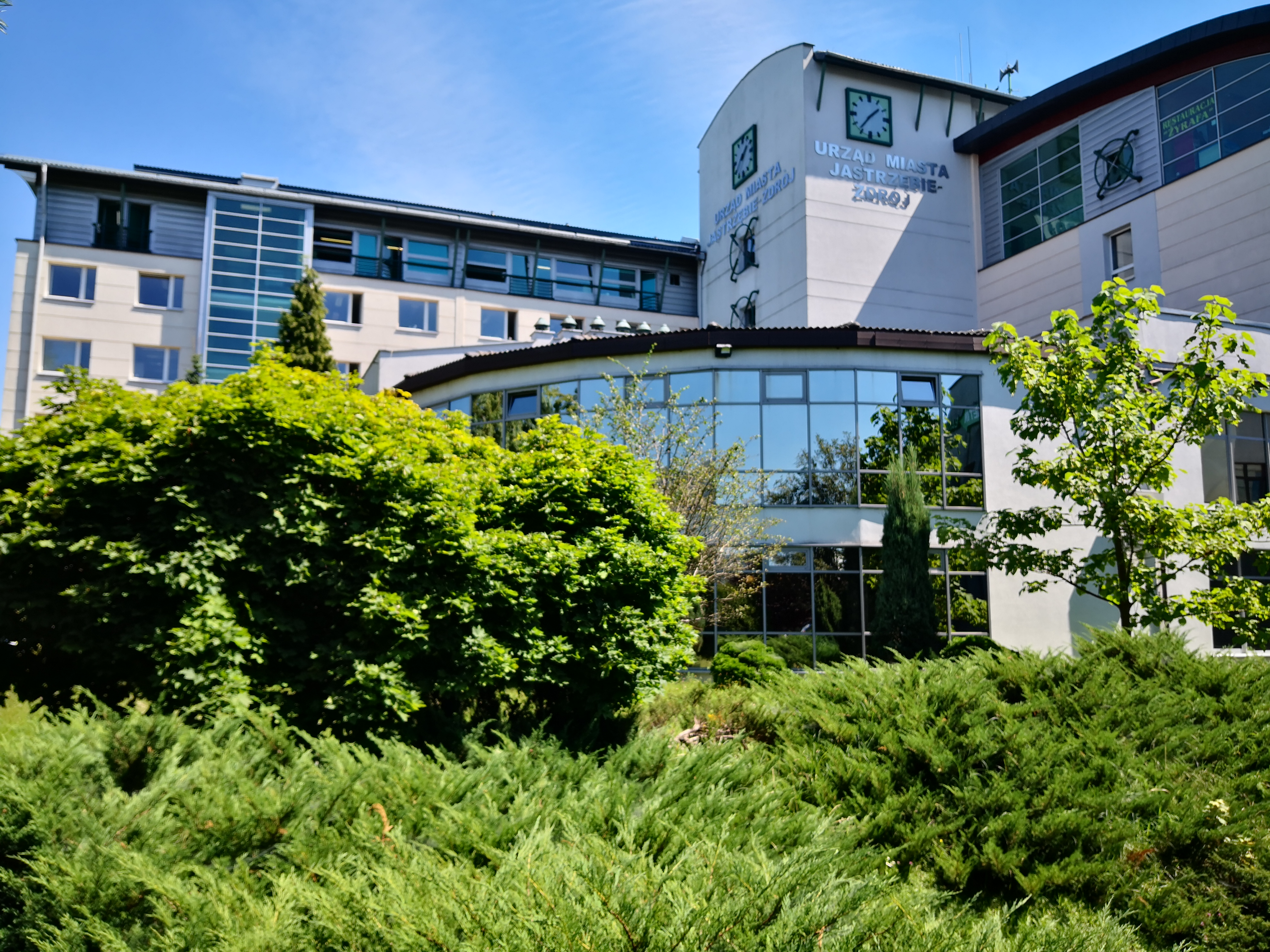
Urząd Miasta

Rada Miasta Jastrzębia-Zdroju jest organem stanowiącym i kontrolnym, obraduje na sesjach, które odbywają się zwyczajowo raz w miesiącu. Przy radzie działa dziesięć komisji. W jastrzębskiej radzie miasta zasiadają 23 osoby.
| Ugrupowanie                    | 2002−2006  | 2006−2010 | 2010−2014 | 2014−2018 | 2018−2024 | 2024−2029 |
| ------------------------------ | ---------- | --------- | --------- | --------- | --------- | --------- |
| Sojusz Lewicy Demokratycznej   | 7 (SLD-UP) | 4 (LiD)   | 3         | 3         | –         | –         |
| Jastrzębska Wspólnota          | 10         | 6         | 6         | 6         | –         | –         |
| Jastrzębskie Forum Samorządowe | 5          | –         | –         | –         | –         | –         |
| Liga Polskich Rodzin           | 1          | –         | –         | –         | –         | –         |
| Prawo i Sprawiedliwość         | –          | 7         | 6         | 9         | 10        | 10        |
| Platforma Obywatelska          | –          | 3         | 8         | 5         | –         | –         |
| Prawica Razem                  | –          | 3         | –         | –         | –         | –         |
| Koalicja Anny Hetman           | –          | –         | –         | –         | 9         | 11        |
| Samorządne Jastrzębie          | –          | –         | –         | –         | 1         | –         |
| Wspólnota Samorządowa          | –          | –         | –         | –         | 3         | 2         |

Prezydentami Jastrzębia-Zdroju po transformacji ustrojowej byli: Władysław Czyż (1990–1994), Janusz Ogiegło (1994–2002), Marian Janecki (2002–2014), Anna Hetman (2014–2024), a od 2024 roku Michał Urgoł.
W Sejmie Rzeczypospolitej Polskiej zasiada trzech posłów X kadencji z okręgu rybnickiego związanych z Jastrzębiem-Zdrojem: Grzegorz Matusiak i Bolesław Piecha z listy Prawa i Sprawiedliwości oraz Krzysztof Gadowski z listy Platformy Obywatelskiej.

### Młodzieżowa Rada Miasta
Jastrzębie-Zdrój jest jednym z polskich miast, w którym utworzono Młodzieżową Radę Miasta – niezależny organ konsultacyjny administracji samorządowej, reprezentujący młodych mieszkańców miasta.
Młodzieżową Radę Miasta Jastrzębie-Zdrój tworzą przedstawiciele szkół podstawowych i ponadgimnazjalnych, wybierani co 2 lata. Każdej ze szkół przysługują 1 lub 2 mandaty w Radzie. Pracami Rady XV kadencji kieruje jej przewodniczący Jakub Satława. Zgodnie z uprawnieniami nadanymi przez Radę Miasta Jastrzębie-Zdrój, Młodzieżowa Rada ma prawo do przedkładania własnych opinii do projektów uchwał Rady Miasta dotyczących młodzieży.

### Podział administracyjny
Obszar miasta podzielono na 21 jednostek pomocniczych dwóch rodzajów. Są to sołectwa, które wyłaniają rady sołeckie oraz sołtysa, a także osiedla wyłaniające rady osiedlowe, a te z kolei zarząd osiedla. Od 2010 roku Jastrzębie-Zdrój jest podzielone administracyjnie na 6 sołectw oraz 15 osiedli:  

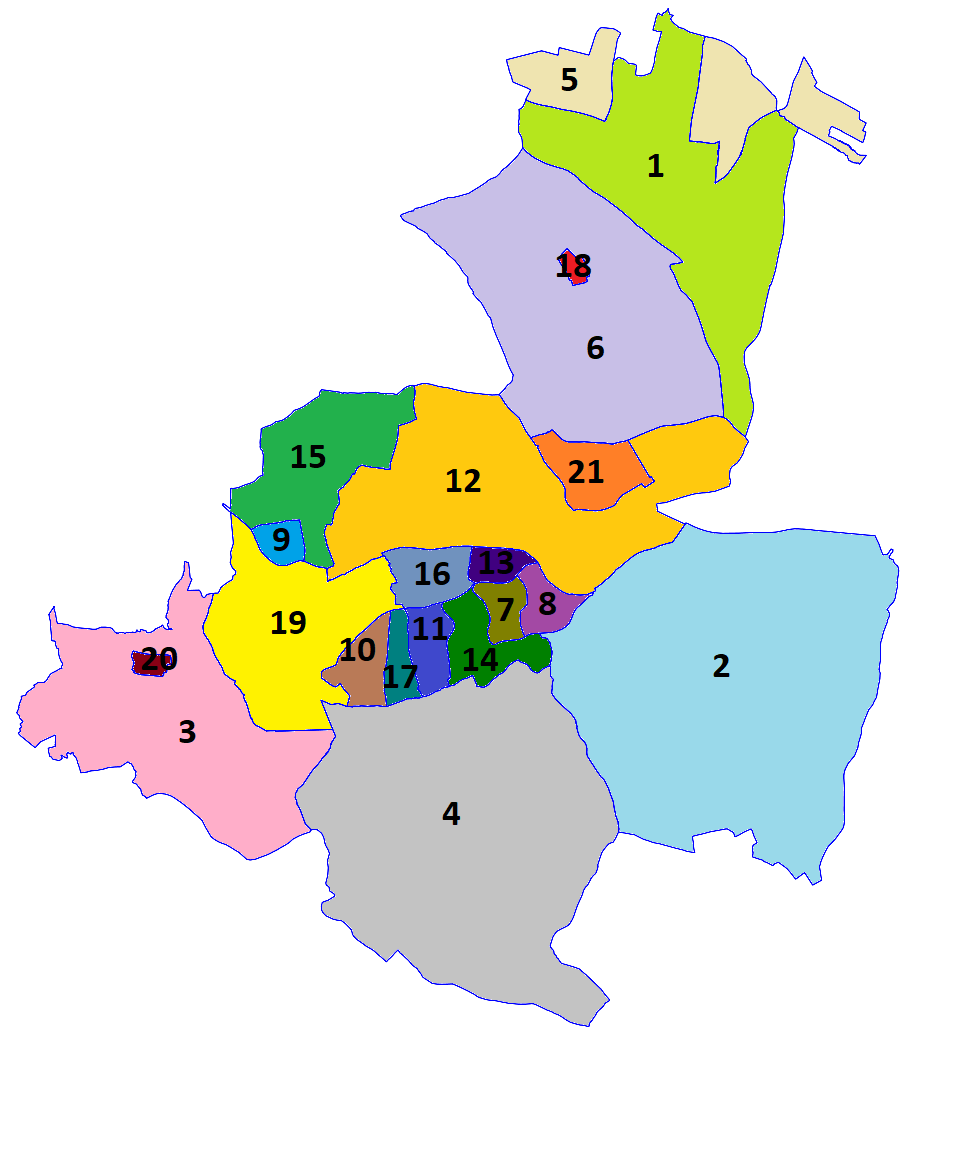

Sołectwa:
1. Borynia
2. Bzie
3. Moszczenica
4. Ruptawa i Cisówka
5. Skrzeczkowice
6. Szeroka

Osiedla:
1. Arki Bożka
2. Barbary
3. Bogoczowiec
4. Chrobrego
5. Gwarków
6. Jastrzębie Górne i Dolne
7. Morcinka
8. Pionierów
9. Przyjaźń
10. Staszica
11. Tuwima
12. 1000-lecia Szeroka
13. Zdrój
14. Złote Łany
15. Zofiówka

### Miasta partnerskie
Jastrzębie-Zdrój utrzymuje kontakty partnerskie z miastami we Francji, Niemczech, Słowacji, Turcji, Czechach i na Ukrainie. Między jastrzębskimi szkołami a szkołami w Tourcoing odbywają się regularne wymiany uczniowskie.
| Miasto     | Państwo  | Data podpisania porozumienia |
| ---------- | -------- | ---------------------------- |
| Hawierzów  | Czechy   | 1 marca 1995                 |
| Karwina    | Czechy   | 6 marca 1995                 |
| Tourcoing  | Francja  | 12 kwietnia 1997             |
| Ibbenbüren | Niemcy   | 14 grudnia 2007              |
| Prievidza  | Słowacja | 15 maja 2009                 |
| Mahmutlar  | Turcja   | 15 kwietnia 2011             |
| Borszczów  | Ukraina  | 28 sierpnia 2017             |
| Soleczniki | Litwa    | 1 lipca 2023                 |

### Nagrody i wyróżnienia

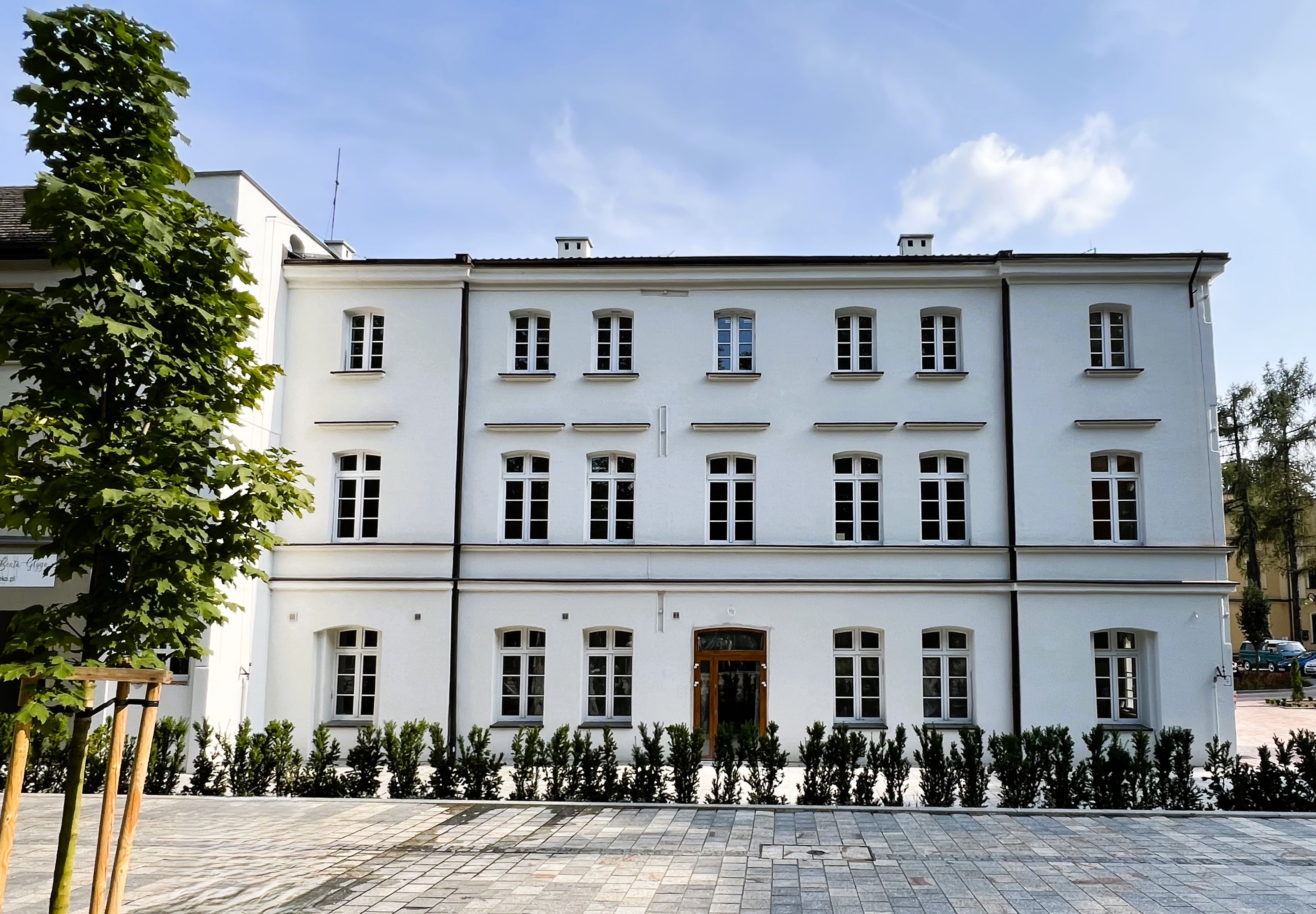
Hotel Hohenzollern z 1864 roku

- Hotel Hohenzollern z 1864 rokuII miejsce w konkursie „Na najlepiej oświetloną gminę roku 2006” (I miejsca nie przyznano, III miejsce Toruń)[49]
- Wyróżnienie w IV edycji konkursu „Bezpieczna Gmina”
- Wyróżnienie za prawidłowe przeprowadzenie akcji „Przejrzysta Polska”[49]
- Laureat konkursu „Miasto otwarte na fundusze strukturalne”[49]
- Wyróżnienie w plebiscycie Europejskie Miasto za osiągnięcia z pozyskiwaniu środków unijnych[49]
- 7. miejsce w rankingu na miasto najlepiej radzące sobie z wykorzystaniem środków unijnych w Polsce oraz II miejsce w woj. śląskim[50]
- Certyfikat ISO 9001:2000 dla Urzędu Miejskiego[51]
- Złoty Medal im. Franciszka Stefczyka dla Urzędu Miasta z Kapituły Medalu Krajowego Związku Banków Spółdzielczych
- Złoty Medal Regionu Śląsko-Dąbrowskiego za Porozumienia Jastrzębskie[49]
- Wyróżnienie za współpracę oraz promowanie przedsiębiorczości podczas 10-lecia Agencji Rozwoju Przedsiębiorczości[49]

## Architektura i turystyka

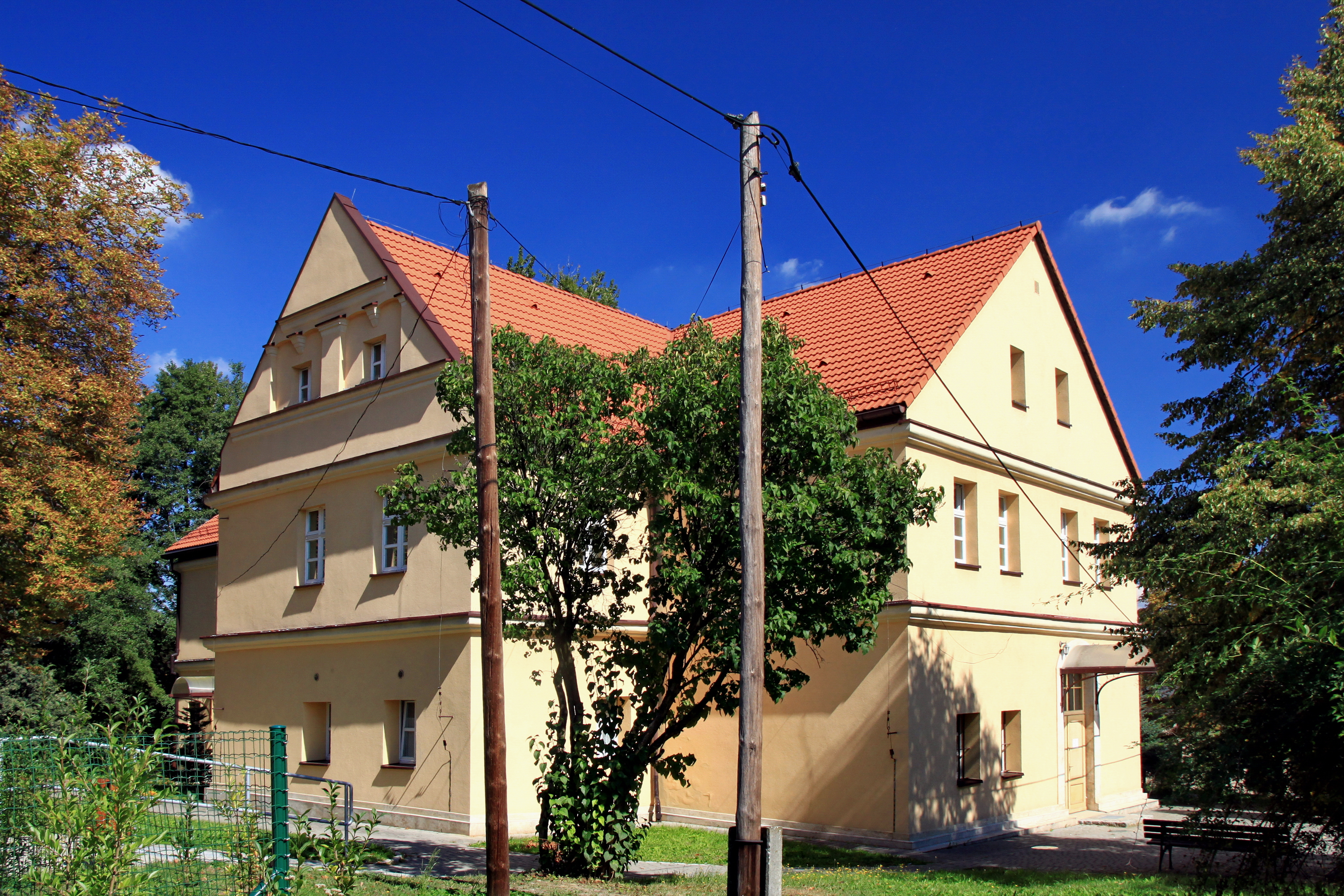
Dwór obronny w Bziu Zameckim, jeden z najstarszych obiektów w mieście, reprezentujący architekturę późnego renesansu

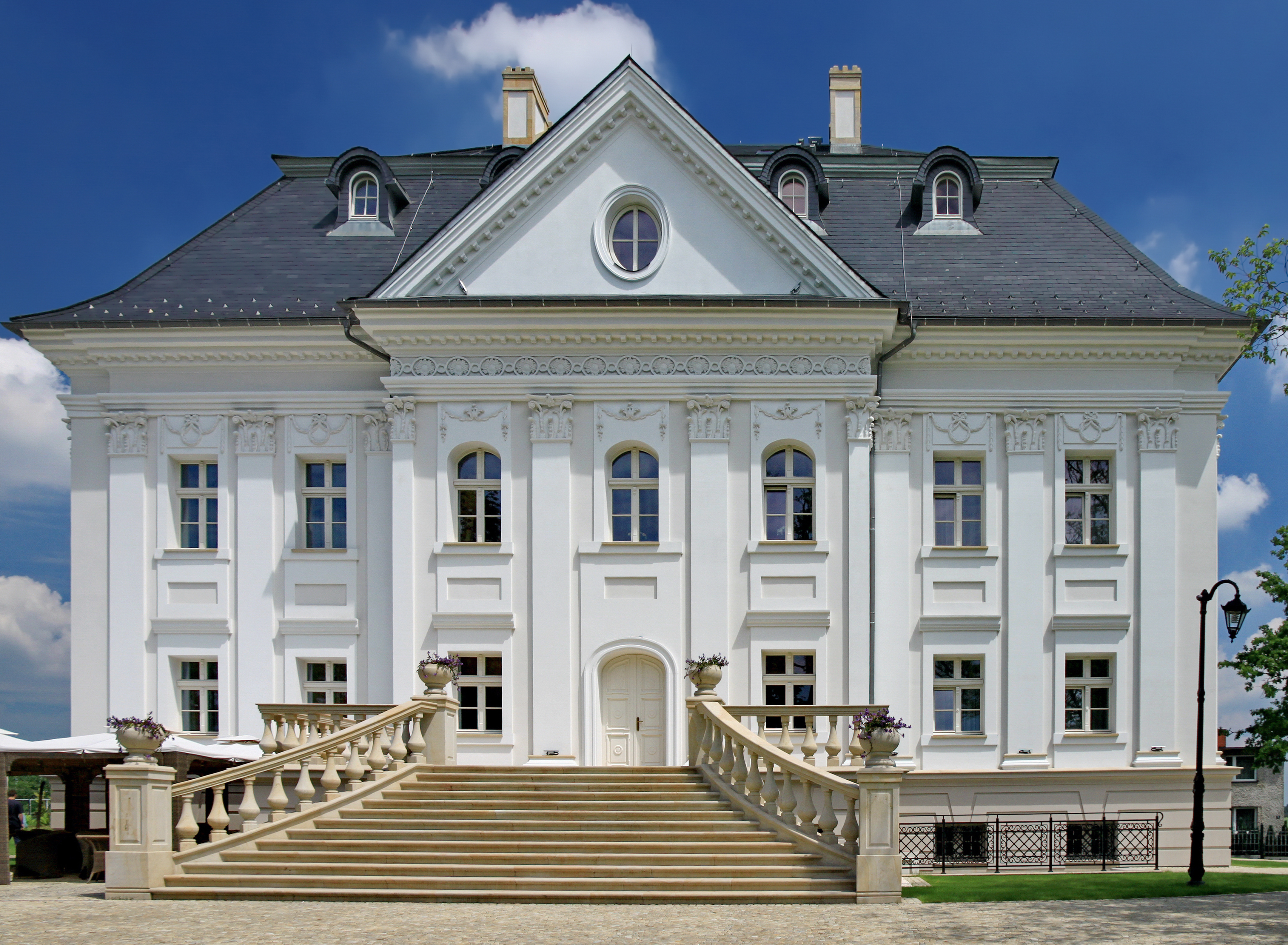
Architektura klasycystyczna w Jastrzębiu-Zdroju: Pałac Schlutterbachów otoczony ogrodem w stylu francuskim; zauważalne wypływy późnego baroku

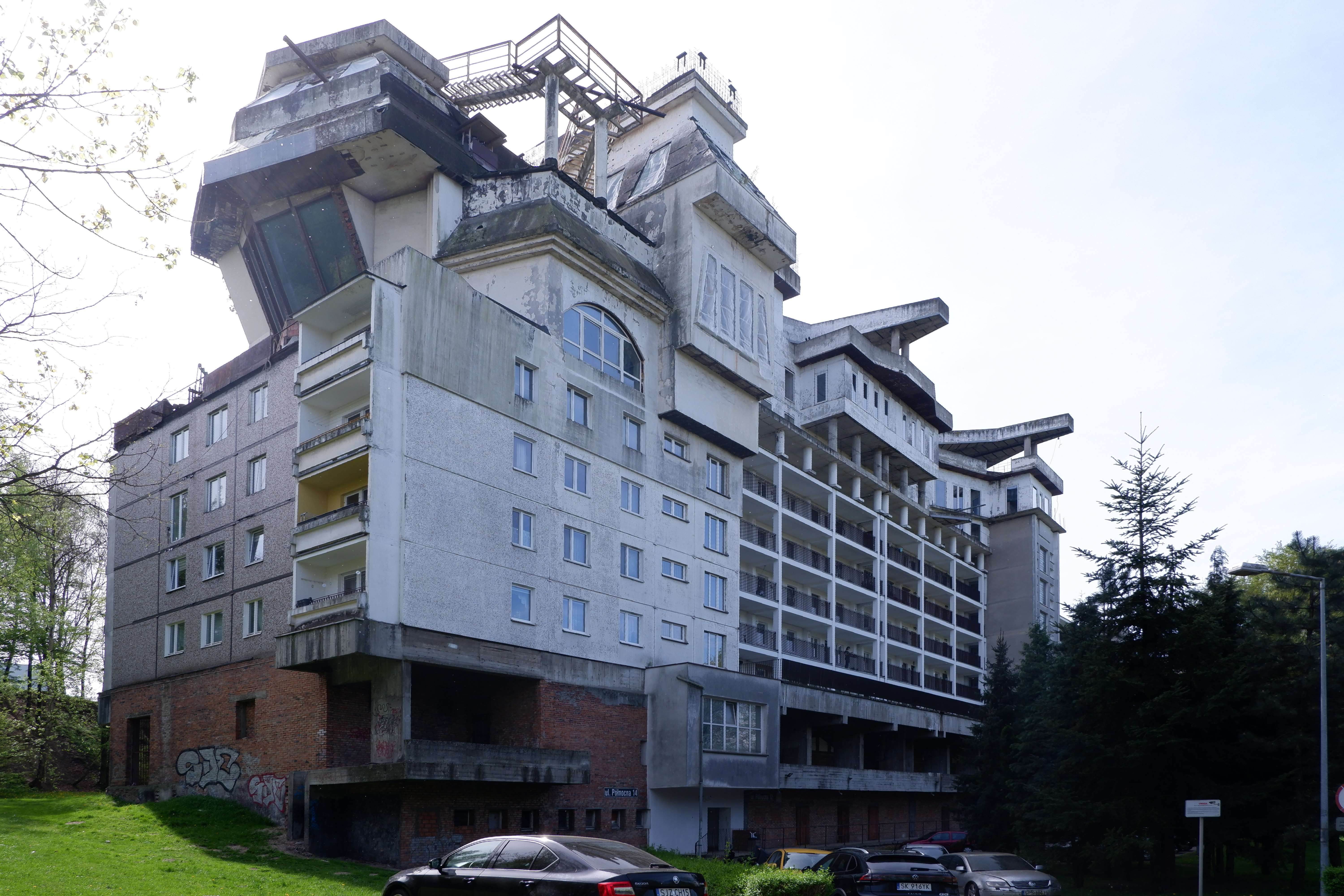
Futurystyczna nadbudowa nad blokiem mieszkalnym przy ulicy Północnej od dwóch dekad stanowi obiekt kontrowersji i dyskusji nad porządkiem architektonicznym w Polsce

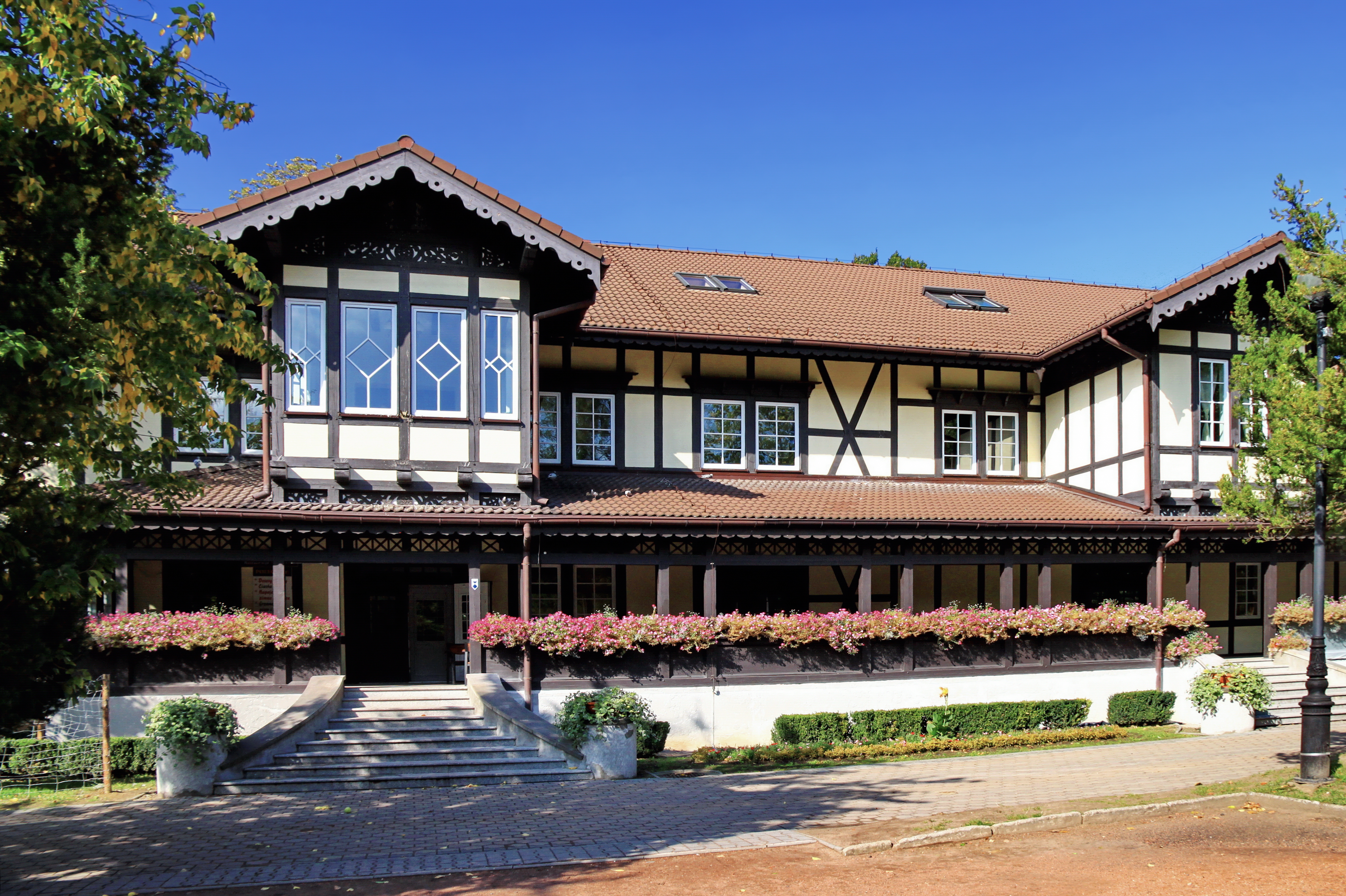
Dom Zdrojowy, jeden z najbardziej rozpoznawalnych przykładów architektury szwajcarskiej na terenie dawnego uzdrowiska

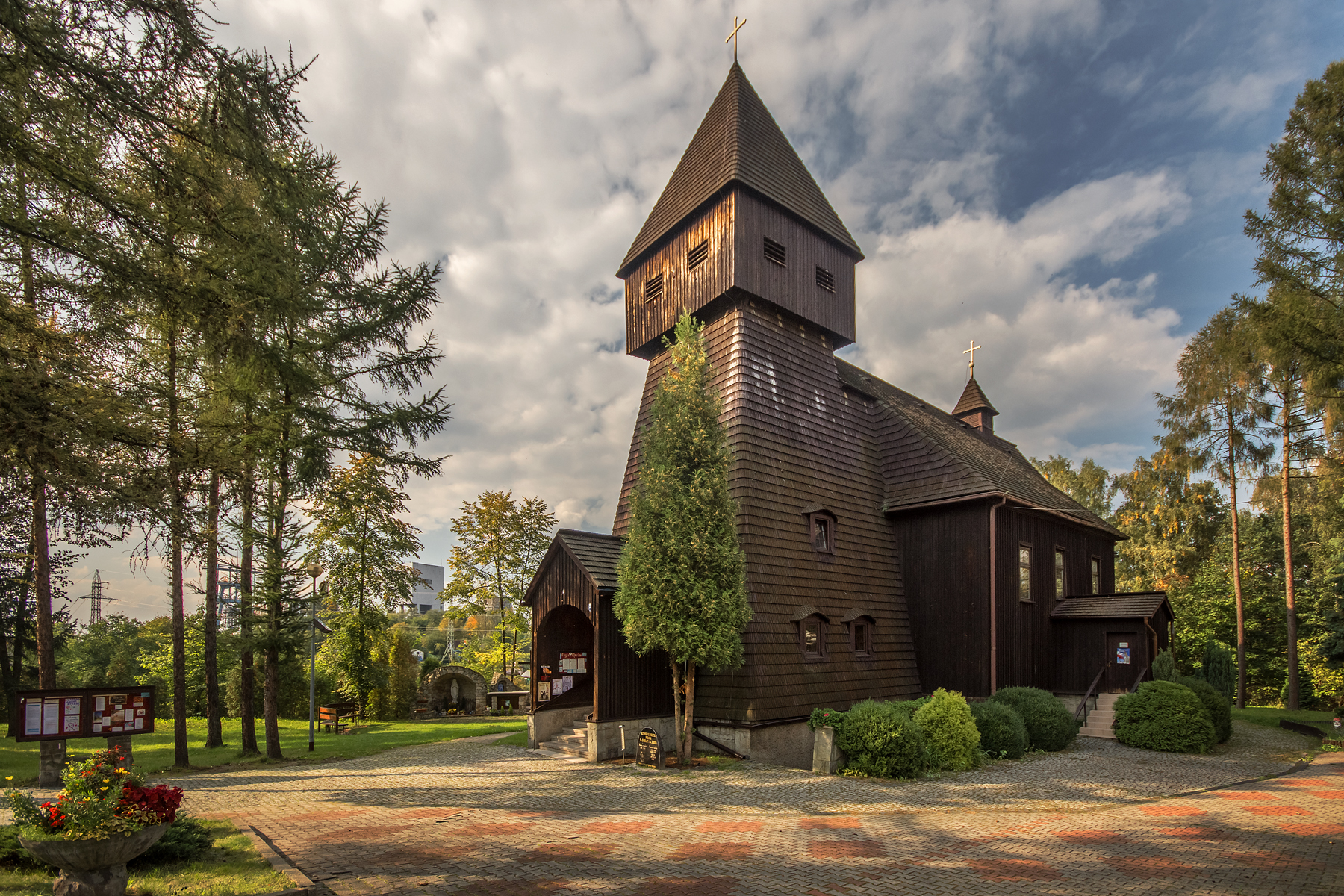
Na Szlaku Architektury Drewnianej województwa śląskiego – kościół parafialny w Jastrzębiu Dolnym

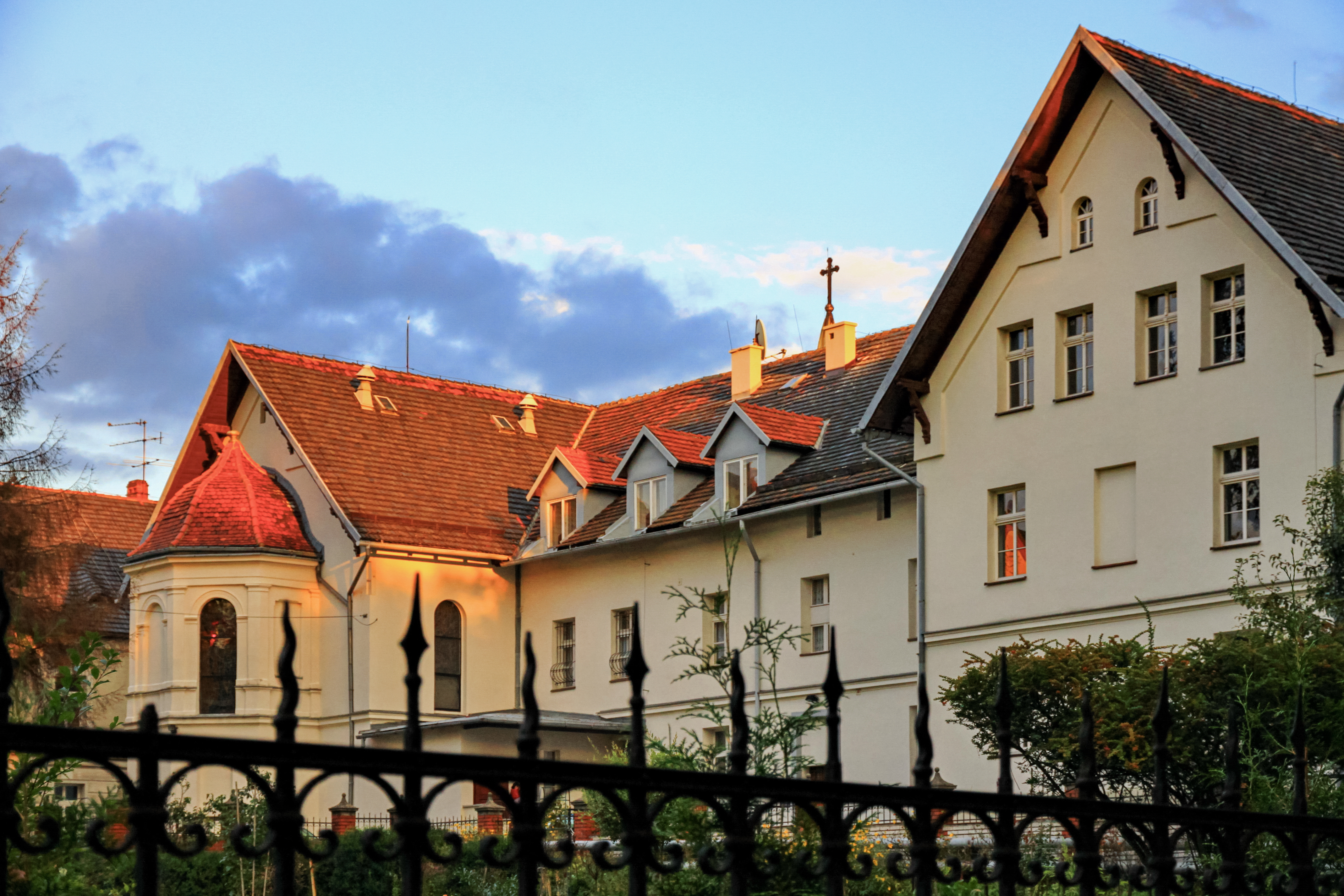
Zespół klasztorny Sióstr Boromeuszek i kościół NSPJ w Jastrzębiu-Zdroju to przykład charakterystycznej dla przełomu XIX i XX wieku architektury eklektycznej

Architektura w Jastrzębiu-Zdroju jest zróżnicowana. W centrum miasta przeważają modernistyczne budynki mieszkalne z wielkiej płyty, budowane w latach 60. i 70. XX w., luźno nawiązujące formą do projektów Le Corbusiera, a także obiekty handlowe i usługowe zbudowane na fali polskiego postmodernizmu na przełomie XX i XXI wieku.
W starej, pouzdrowiskowej części miasta znajdują się obiekty sanatoryjne i kamienice z XIX i XX wieku. Choć większość z nich reprezentuje styl szwajcarski, w architekturze Zdroju nie brakuje późniejszych wpływów Bauhausu i amerykańskiego modernizmu. Przykłady stanowią m.in. Willa Emilia (1928; współcześnie jeden z obiektów Urzędu Skarbowego), Willa Józefa Witczaka (1937, współcześnie budynek Państwowej Szkoły Muzycznej) oraz Sanatorium hut „Baildon” i „Pokój” (1938, współcześnie siedziba Sądu Rejonowego i Prokuratury Rejonowej).
W granicach Jastrzębia-Zdroju znajdują się sołectwa, reprezentujące zwartą architekturę wiejską i małomiejską. W sołectwie Szeroka znajduje się barokowy kościół z XVII wieku wraz z barokową kapliczką. Południe miasta – Ruptawa, Cisówka oraz Moszczenica zabudowane były głównie architekturą drewnianą – kościoły drewniane w Moszczenicy i Bziu Zameckim (południowy wschód) uległy spaleniu, natomiast drewniany kościół w Ruptawie został przeniesiony do Kaczyc w latach 70. XX wieku. Na terenie Jastrzębia-Zdroju znajduje się również kilka obiektów klasycystycznych i neoklasycystycznych. Jednymi z najstarszych obiektów znajdujących się w mieście są dwór obronny z okresu późnego renesansu oraz XVIII-wieczny dwór „na Mendowcu”, który pod zarządzaniem rodziny Witczaków zyskał sławę cenionej rezydencji, odwiedzanej przez elitę II Rzeczypospolitej. Gościli w nim m.in. Ignacy Mościcki, Michał Grażyński czy Melchior Wańkowicz.
Współczesną ciekawostkę architektoniczną stanowi hybryda bloku mieszkalnego z futurystyczną willą, mieszcząca się na ulicy Północnej. Obiekt powstał na fundamentach planowanej fabryki włókienniczej, której budowa rozpoczęła się w latach 80. XX wieku. W wyniku transformacji ustrojowej, teren prac został przejęty przez Górniczą Spółdzielnię Mieszkaniową, która zleciła budowę bloku mieszkalnego. W 1994 roku, detektyw Jerzy Godlewski, zakupił mieszkania na najwyższej kondygnacji budynku i w porozumieniu ze spółdzielnią mieszkaniową, rozpoczął rozbudowę obiektu, który formą miał nawiązywać do samolotu. Plany architektoniczne zakładały powstanie mierzącej 1000 m², dwukondygnacyjnej nadbudowy, mieszczącej wielkogabarytowe akwarium, basen, pokoje mieszkalne, ogród oraz lądowisko dla helikopterów. Prace budowlane prowadzono do 2000 roku, kiedy zostały wstrzymane przez inspekcję budowlaną w związku z nieprawidłowościami w dokumentacji technicznej. Dwa lata później wznowiono budowę, jednak w wyniku konfliktu inwestora z władzami spółdzielni mieszkaniowej oraz wątpliwościami dotyczącymi stanu technicznego nowo powstałego obiektu, prace nie były kontynuowane systematycznie. W 2013 roku do sądu trafił akt oskarżenia przeciwko projektantowi, inspektorowi nadzoru inwestorskiego oraz kierownikowi budowy, dotyczący m.in. stworzenia zagrożenia katastrofą budowlaną. Rok później powiatowy inspektor nadzoru budowlanego w Jastrzębiu-Zdroju wydał decyzję o rozbiórce nadbudowy, powołując się na możliwe błędy techniczne zagrażające konstrukcji całego obiektu. Prace rozbiórkowe nigdy się nie rozpoczęły, a budynek uzyskał rozgłos w ogólnopolskich mediach, jak i w profesjonalnych publikacjach architektonicznych; reportaże telewizyjne na temat inwestycji Jerzego Godlewskiego wyemitowano m.in. w Szkle kontaktowym i programie Państwo w Państwie.

### Zabytki
Do rejestru zabytków wpisane są następujące obiekty:
- Betania, XX w., nr rej.: A/149/05 z 16.08.2005 – przed II wojną światową jeden z trzech zakładów leczniczych dla dzieci ewangelickich (Betania II). Po 1945 roku obiekt nazywał się Sanatorium Dąbrówka. Od lat 90. XX wieku jest własnością prywatna, siedzibą hotelu, restauracji i spa Dąbrówka. W bezpośrednim sąsiedztwie powstały pensjonaty i spa Willa Dąbrówka I oraz Willa Dąbrówka II, nawiązujące stylem architektonicznym do budynku dawnej Betanii.

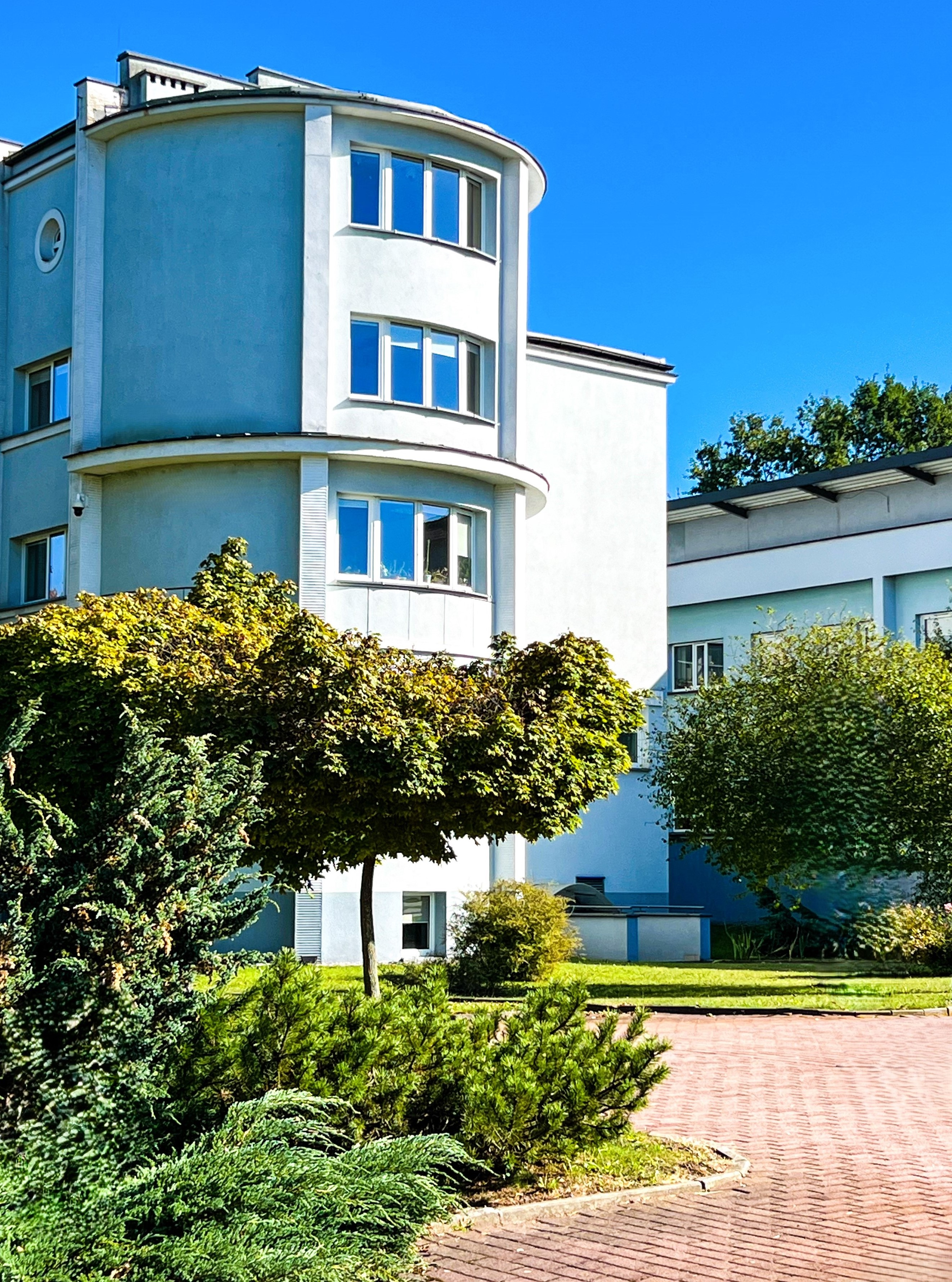
Obecna siedziba Sądu i Prokuratury Rejonowej (początek XX wieku), przykład Bauhausu

- Obecna siedziba Sądu i Prokuratury Rejonowej (początek XX wieku), przykład BauhausuDwór obronny, XVII w., nr rej. A/791/2021[60] z 5.08.1966 – późnorenesansowy dwór obronny wybudowany w 1636 roku w Bziu. Zachowały się formy renesansowe w szczytach elewacji wschodniej i zachodniej, natomiast nie zachowały się renesansowe zwieńczenia szczytów. Innymi charakterystycznymi cechami budynku są jego sklepienia kolebkowe i kolebkowo-krzyżowe. Wokół dworu znajduje się park dworski.
- Kaplica przydrożna w Szerokiej, XVIII w., nr rej. 572/66 z 5.02.1966
- Kościół parafialny św. Barbary i Józefa, XVII w., nr rej. A/790/2021[60] z 5.08.1966 – drewniany obiekt sakralny przeniesiony do Jastrzębia z Jedłownika (dzielnicy Wodzisławia-Śląskiego). W budynku znajdują się m.in. barokowe rzeźby Chrystusa Ukrzyżowanego, Matki Boskiej oraz św. Jana Ewangelisty, chór muzyczny z XIX w., barokowy ołtarz główny, a także ambona z wizerunkami czterech ewangelistów. Kościół ten znajduje się na Szlaku Architektury Drewnianej województwa śląskiego.
- Kościół parafialny pw. Wszystkich Świętych, XVIII/XIX w., nr rej. 571/66 z 5.02.1966 – orientowany, barokowo-klasycystyczny obiekt sakralny zbudowany na planie prostokąta zakończonego półkolem, z wieżą zwieńczoną hełmem cebulastym, z ośmioboczną latarnią i krytym dachem. W budynku znajdują się m.in. drzwi klepkowe z antabami, zamkami i okuciami, późnobarokowy ołtarz główny, a także obraz, przedstawiający Wszystkich Świętych z Trójcą Świętą.
- Pałac Schlutterbachów, XVIII w., nr rej. 565/66 z 5.02.1966 – pałac został zbudowany w Boryni w drugiej połowie XVIII wieku w stylu klasycystycznym, z silnymi wpływami późnego baroku. Jest to budynek murowany z cegły, piętrowy, zbudowany na planie prostokąta. Otoczony parkiem pałacowym.
- Sanktuarium Opatrzności Bożej, XIX w., nr rej. 737/66 z 5.08.1966 – barokowo-klasycystyczny obiekt sakralny zbudowany w 1825 roku z fundacji rodziny Strachwitzów. W kościele znajdują się m.in. trójkątny obraz z Okiem Opatrzności Boskiej, zamówiony w 1773, ambona zwieńczona rzeźbą anioła z tablicami Dziesięciu Przykazań oraz murowany chór muzyczny wsparty na trzech filarowych arkadach.
- Willa Opolanka, XX w., nr rej. A/795/2021 z 23.06.1992 – dawny obiekt sanatoryjny wybudowany w 1928 roku jako pensjonat wraz z lokalami usługowymi. Od lat 80. XX wieku do 2006 roku siedziba Sądu Rejonowego w Jastrzębiu-Zdroju. W latach 2018–2020 przeszedł gruntowną modernizację; obecnie służy jako budynek użyteczności publicznej.
- Zespół uzdrowiskowy, XIX w., nr rej. A/1524/93 z 30.04.1993 – zespół obiektów posanatoryjnych z XIX i XX wieku. Większość obiektów wybudowana była w stylu szwajcarskim. W skład zabytkowego zespołu wchodzą:
  - Park Zdrojowy
  - Dom Zdrojowy
  - łazienki II, 1920
  - łazienki I, 1910
  - dom mieszkalny, tzw. Masnówka, 1910
  - klasztor Boromeuszek, po 1870
  - Kościół Najświętszego Serca Pana Jezusa, 1891–1909
  - szpital, 1870
  - pijalnia wód
  - muszla koncertowa

### Zieleń miejska
- Park Zdrojowy im. dr. Mikołaja Witczaka (osiedle Zdrój), gdzie dominują graby pospolite, dęby szypułkowe z domieszką klonów pospolitych, klonów jaworów i brzóz brodawkowatych
- Park Dąbrówka (osiedle Zdrój, koło hotelu Dąbrówka), gdzie rosną różanecznik katawbijski, dwie pomnikowe lipy drobnolistne, dąb szypułkowy, kilka modrzewi i robinie
- Park Uniwersytecki (osiedle Zdrój, wokół filii Akademii Górniczo-Hutniczej), gdzie rosną stare dęby szypułkowe i czerwone, klony, brzozy, pojedyncze modrzewie oraz lipy
- Park Zamkowy (wokół pałacu w Boryni)
- Park Dworski Krajobrazowy (Bzie Zameckie, wokół dworu obronnego; niedostępny)
- Jar Południowy
- Jar przy ulicy Turystycznej, na terenie którego znajduje się także skatepark.

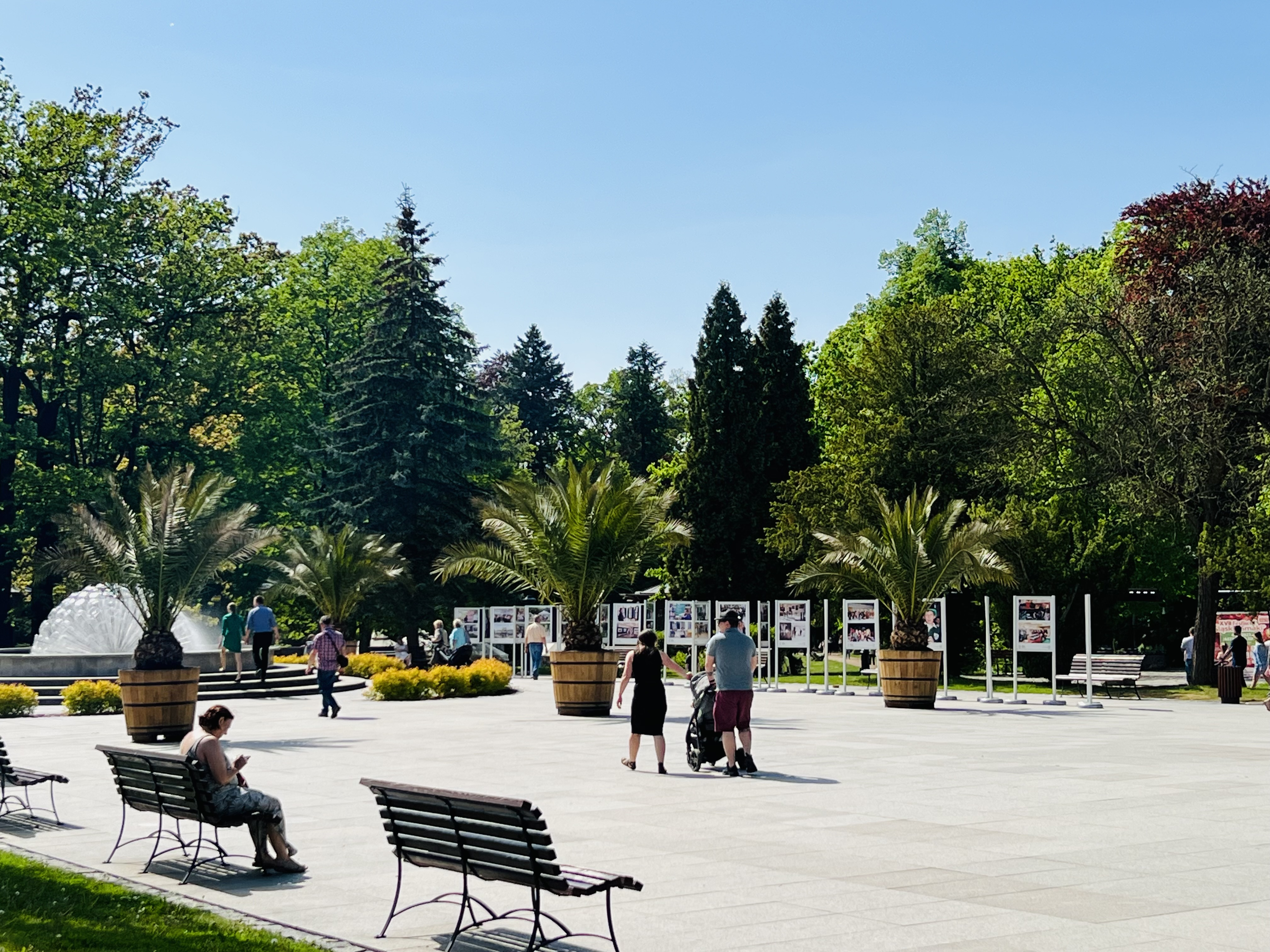
Centralny plac Parku Zdrojowego

### Turystyka
W Jastrzębiu-Zdroju znajdują się cztery hotele. Atrakcjami turystycznymi miasta są m.in. Park Zdrojowy, klasycystyczny pałac w sołectwie Borynia oraz zabytkowe kościoły, takie jak drewniany kościół św. Barbary i Józefa, kościół pw. Wszystkich Świętych oraz Sanktuarium Opatrzności Bożej. W mieście działa Galeria Historii Miasta pełniąca funkcje muzeum. Przez Jastrzębie-Zdrój przebiegają liczne trasy rowerowe oraz szlaki turystyczne (czerwony, czarny, żółty i niebieski). Przez miasto przebiega międzynarodowa trasa rowerowa EuroVelo 4 (Szlak Europy Centralnej) – w Polsce wyznakowana jako R-4, obecnie od granicy polsko-czeskiej w Chałupkach do Krakowa. Przy KWK Zofiówka znajduje się pomnik Solidarności, wybudowany na pamiątkę wydarzeń z 1980 roku na terenie kopalni „Manifest Lipcowy”. W mieście działa oddział Polskiego Towarzystwa Turystyczno-Krajoznawczego.

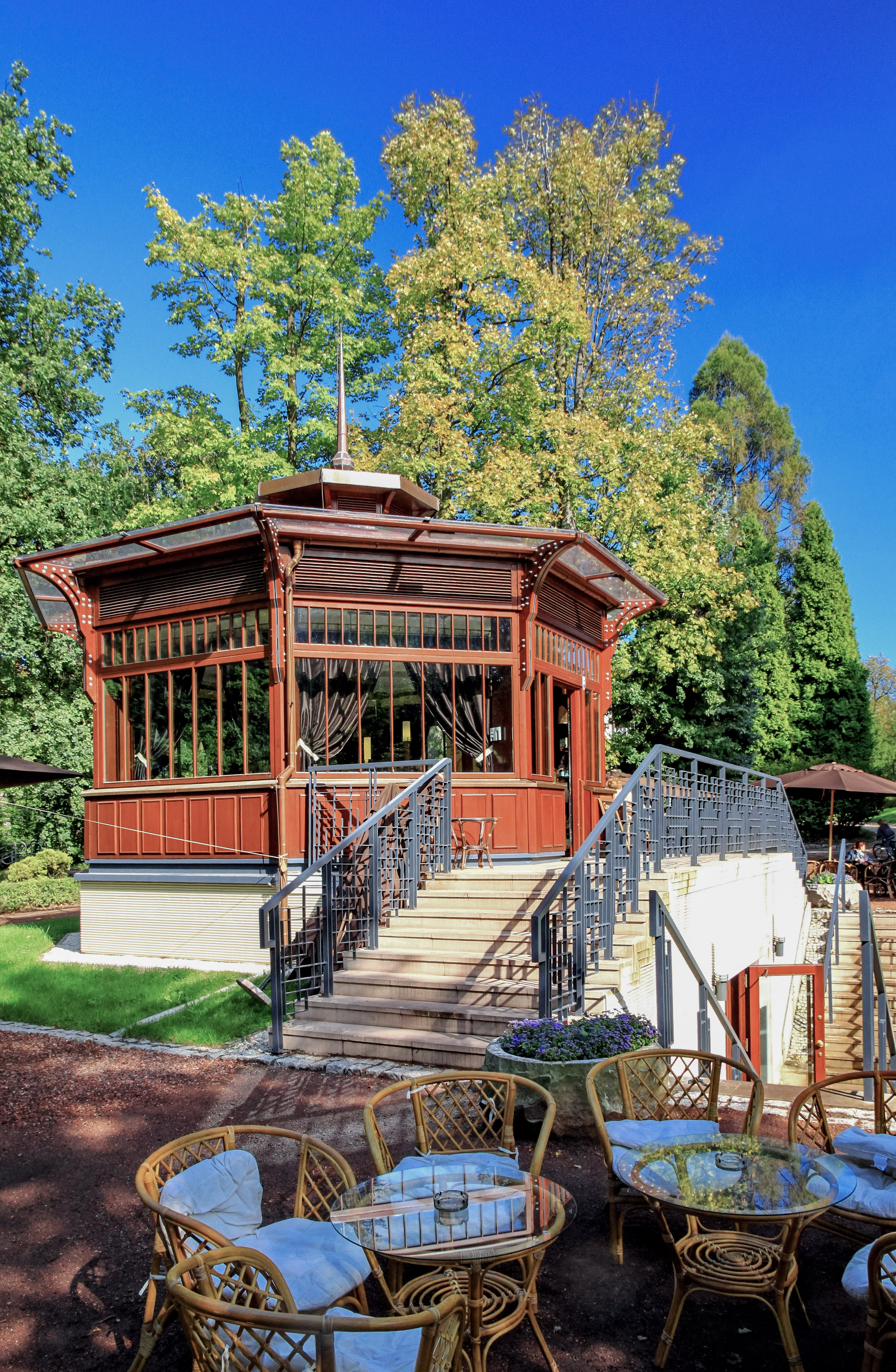
Letnia kawiarenka w Parku Zdrojowym

#### Szlaki turystyczne
- Szlak im. Powstańców Śląskich (18,40 km) → trasa: Szeroka – Godów[62]
- Szlak Zebrzydowicki (9,80 km) → trasa: Zebrzydowice – Bzie Zameckie[63]
- Jastrzębski Szlak Krajoznawczy im. Jerzego Fudzińskiego (35,90 km) → trasa: Zebrzydowice – Turza Śląska[64]
- Szlak Ewakuacji Więźniów Oświęcimskich (91 km) → trasa: Oświęcim – Wodzisław Śląski[65]

Miasto znajduje się na Szlaku Architektury Drewnianej województwa śląskiego.

#### Trasy rowerowe
- EuroVelo 4 (EV 4) – trasa dociera do miasta od strony Gołkowic i przechodzi przez następujące części miasta: sołectwo Moszczenica, osiedle Zdrój, centrum, las Kyndra i sołectwo Bzie. Trasa opuszcza miasto granicząc z powiatem pszczyńskim i biegnie dalej do Golasowic w gminie Pawłowice. W swym początkowym odcinku trasa ma wspólny przebieg z czerwoną trasą rowerową, potem zaś z niebieską.
- czerwona trasa rowerowa nr 24 (Pętla rowerowa Euroregionu Śląsk Cieszyński)
- zielona trasa rowerowa nr 13 – Rybnik – Jastrzębie-Zdrój – Ustroń (82 km)
- niebieska trasa rowerowa nr 279 – Jastrzębie-Zdrój – Strumień (23 km)
- żółta trasa rowerowa nr 271 – Jastrzębie-Zdrój – Zebrzydowice (28 km)
- Żelazny Szlak Rowerowy (43 km)

## Demografia
Wykres liczby ludności Jastrzębia-Zdroju na przestrzeni ostatnich dwóch stuleci
Największą populację Jastrzębie-Zdrój odnotowało w 1991 – według danych GUS 104 594 mieszkańców

## Edukacja

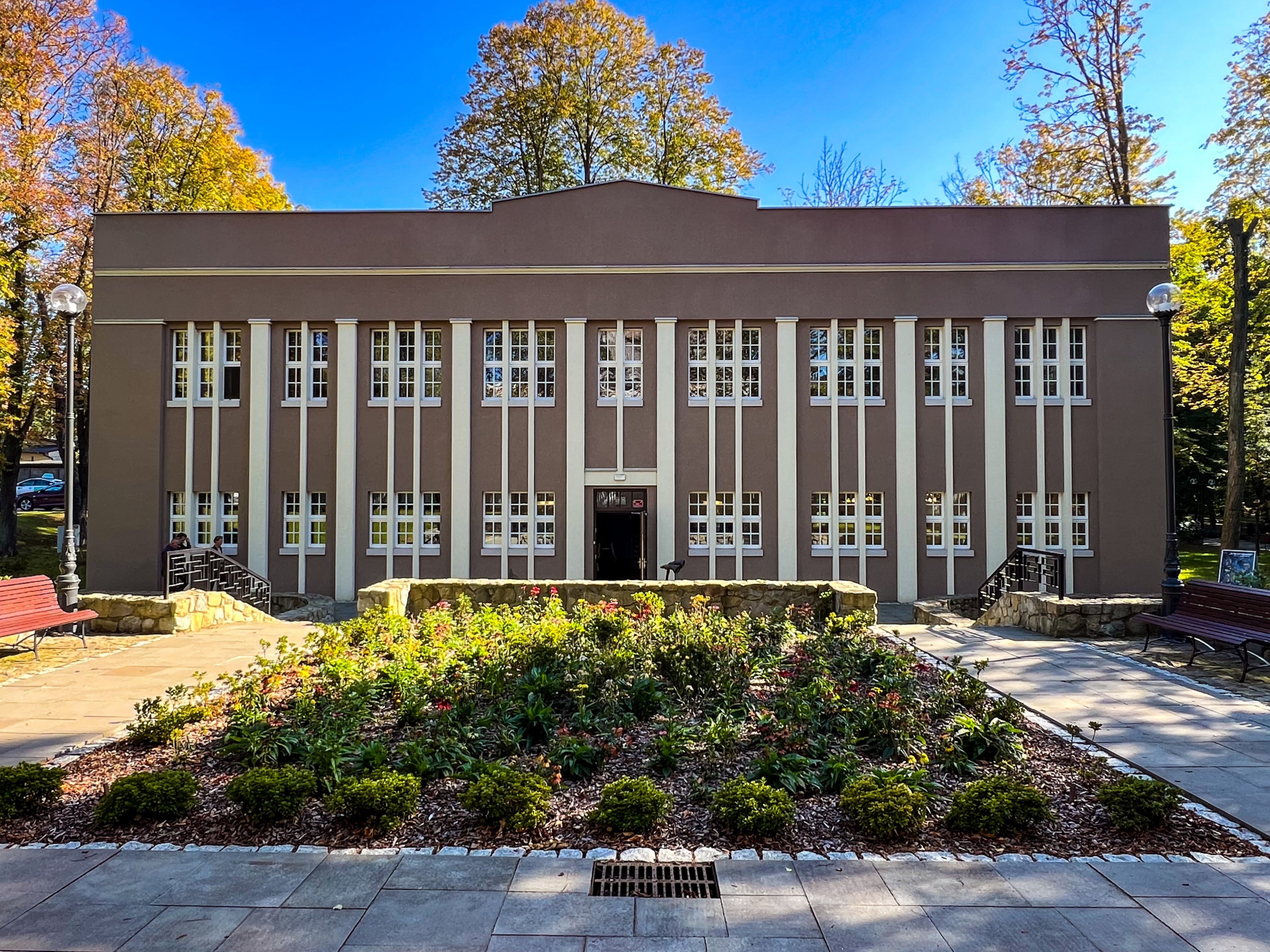
Łazienki III w Parku Zdrojowym

Edukacja na terenach obecnego Jastrzębia-Zdroju trwała już w XVII wieku, kiedy wzmiankowana została pierwsza jednoizbowa szkoła w Bziu. Obecnie w Jastrzębiu-Zdroju system oświaty tworzą publiczne i niepubliczne placówki dydaktyczne. Do publicznych placówek należą 23 przedszkola, 20 szkół podstawowych, 8 szkół średnich oraz Państwowa Szkoła Muzyczna I i II stopnia im. prof. Józefa Świdra. Działalność prywatną prowadzi 10 policealnych uczelni uzupełniających, szkoły językowe, prywatna szkoła muzyczna oraz niepubliczne przedszkola i żłobki.
Pierwszą uczelnią wyższą w Jastrzębiu-Zdroju było otwarte w 1992 roku Nauczycielskie Kolegium Języków Obcych, które zostało zlikwidowane w 2015 roku na mocy nowelizacji ustawy Prawo o szkolnictwie wyższym.
W 1998 zainaugurowano działalność zamiejscowego wydziału Uniwersytetu Śląskiego w Katowicach. Mieścił się pierwotnie w trzech budynkach, spośród których główną siedzibę stanowił zabytkowy obiekt Sanatorium Spółki Brackiej. Po gruntownej modernizacji został zaopatrzony w dwie kompletnie wyposażone sale wykładowe, cztery sale do prowadzenia ćwiczeń i konserwatoriów, pracownię informatyczną, laboratorium fizyczne i elektroniczne, a także pomieszczenia administracyjno-biurowe. W roku szkolnym 1998/1999 rozpoczęto studia na wydziałach matematyki, fizyki i chemii, wydziale pedagogiczno-artystycznym oraz wydziale zarządzania. Wydział zamiejscowy Uniwersytetu Śląskiego zakończył działalność w 2007.
W 2006 otwarto kolejną uczelnię – Zamiejscowy Ośrodek Dydaktyczny Akademii Górniczo-Hutniczej w Krakowie, którego siedziba mieści się w byłym budynku Uniwersytetu Śląskiego. Utworzono wydziały górnictwa i geoinżynierii oraz fizyki i informatyki stosowanej. Został zamknięty w 2016 roku, na mocy nowelizacji prawa o szkolnictwie wyższym, która zniosła całkowicie instytucję Zamiejscowych Ośrodków Dydaktycznych (ZOD). W latach 2006–2009 funkcjonował zamiejscowy oddział Akademii Wychowania Fizycznego w Katowicach, zamknięty z uwagi na niewystarczającą liczbę studentów.
Od 2018 działalność akademicką w Jastrzębiu–Zdroju prowadzi Wyższa Szkoła Bezpieczeństwa w Poznaniu. Wydział w Jastrzębiu–Zdroju kształci na kierunku Psychologia oraz Bezpieczeństwo ekologiczne. W ramach kierunków dostępnych jest wiele specjalności na studiach licencjackich, zarówno stacjonarnych, jak i niestacjonarnych. Uczelnia oferuje także szeroki wybór studiów podyplomowych.

## Kultura

### Biblioteki

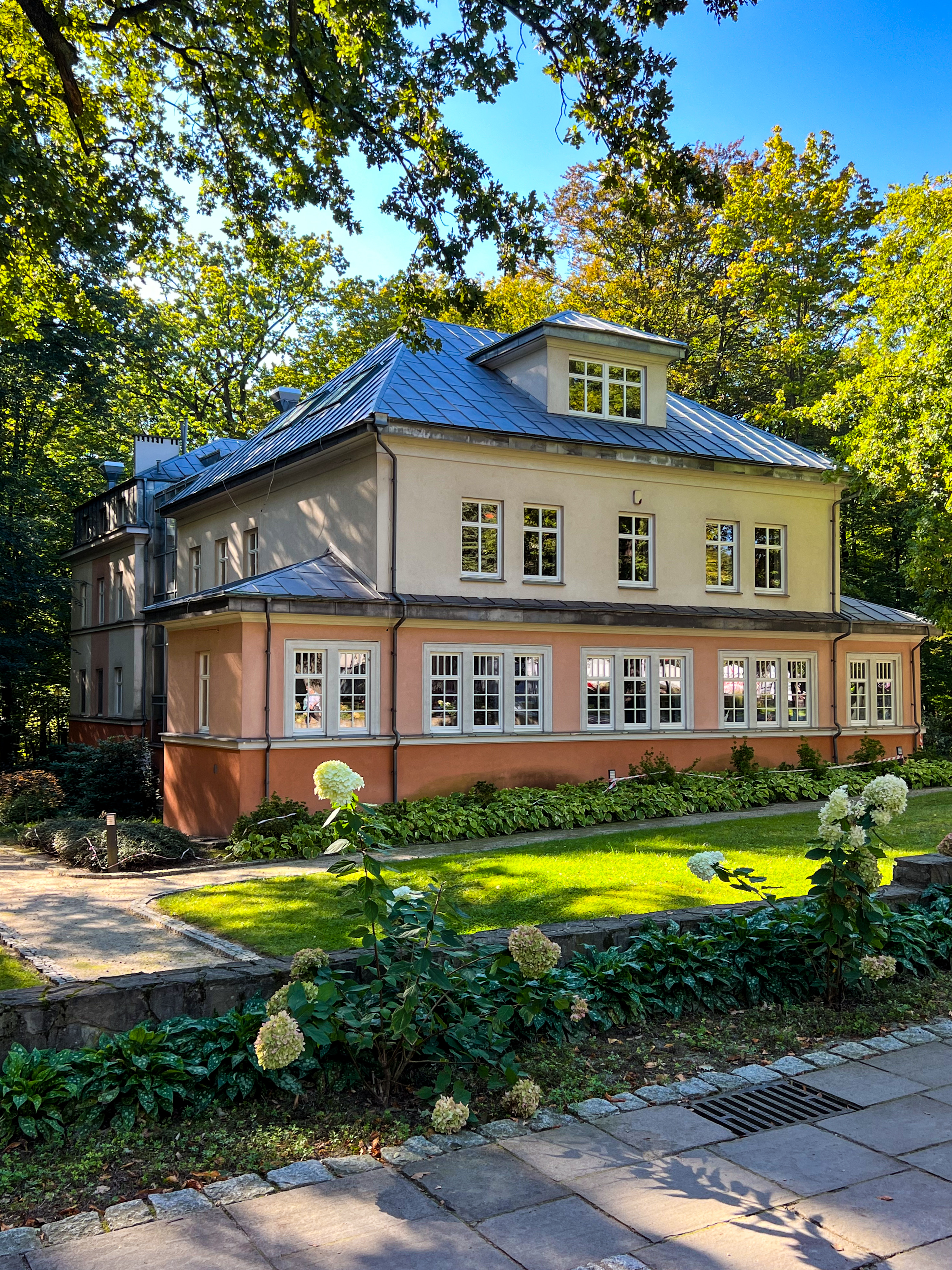
Budynek biblioteki uniwersyteckiej

Miejska Biblioteka Publiczna powstała w 1948 roku, a od lat 70. ma siedzibę w centrum miasta, przy ulicy Wielkopolskiej. W ramach jej działalności, poza budynkiem centralnym funkcjonuje 12 placówek filialnych. Biblioteka zaopatrzona jest w 437 tysięcy woluminów księgozbioru, 30 tysięcy dokumentów audiowizualnych, 1900 książek elektronicznych, 300 tytułów czasopism oraz ponad 23 tysiące zbiorów specjalnych. W głównym budynku biblioteki znajduje się wypożyczalnia literatury dla dzieci i dorosłych, wypożyczalnia fonograficzna, dział informacyjno-bibliograficzny, czytelnia, a także galeria sztuki „Pod Sową”. Miejska Biblioteka Publiczna w Jastrzębiu-Zdroju przez 20 lat zajmowała pierwsze miejsce w rankingu wielkomiejskich bibliotek w województwie śląskim. Działalność instytucji obejmuje także organizację spotkań autorskich, wykładów i kursów.
Biblioteka uniwersytecka powstała w 2006 na potrzeby trzech uczelni: Akademii Górniczo-Hutniczej, Akademii Wychowania Fizycznego oraz Uniwersytetu Śląskiego. Biblioteka wyposażona jest w specjalistyczny księgozbiór z zakresu pedagogiki i górnictwa liczący ponad 3600 książek oraz 70 tytułów czasopism bieżących i archiwalnych z zakresu pedagogiki i górnictwa. W budynku mieści się także galeria sztuki „Da Vinci” oraz kawiarnia.

### Fotografia

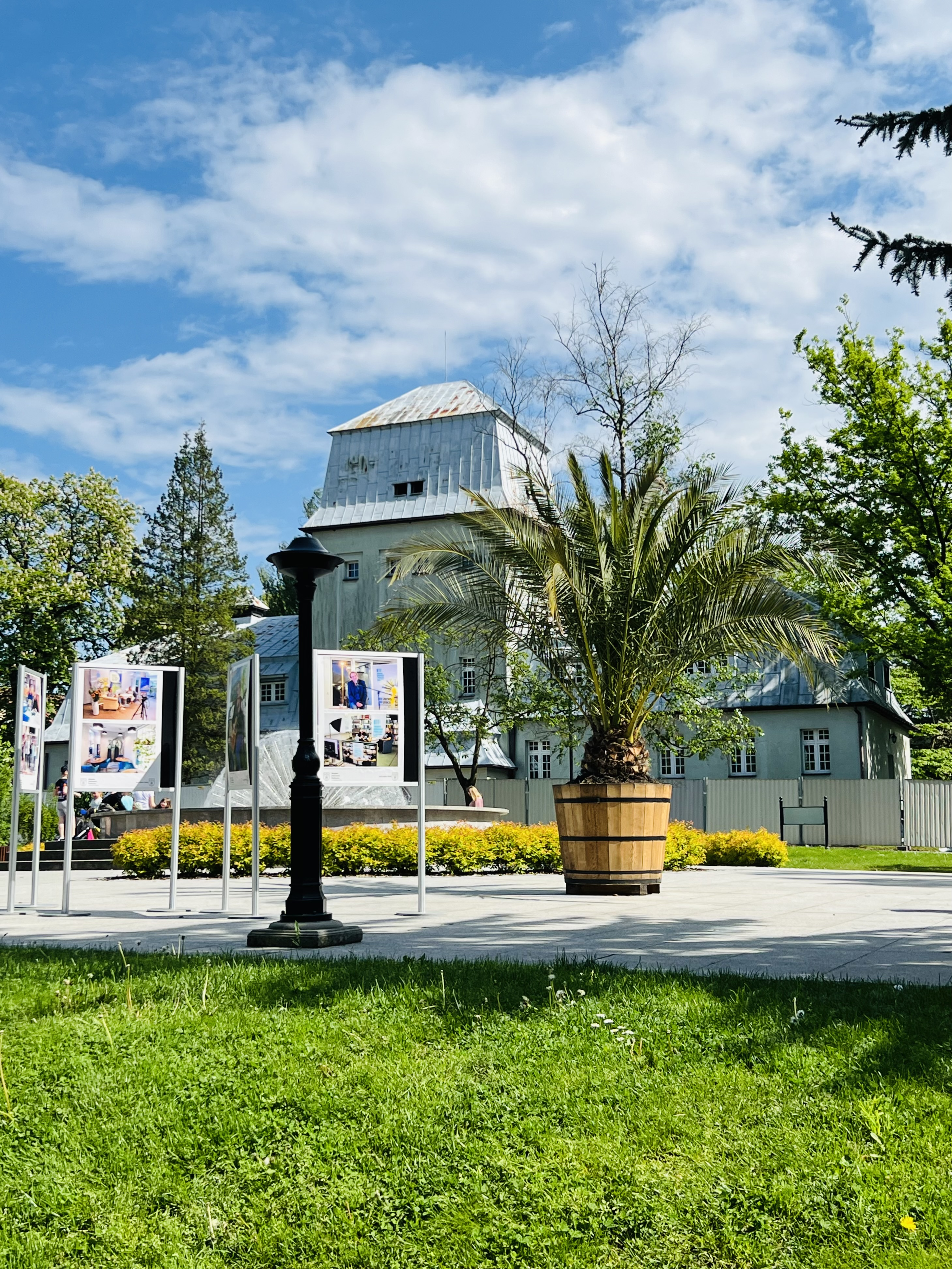
Łazienki II, do 2024 roku siedziba Galerii Historii Miasta

Jastrzębie-Zdrój jest jednym z najbardziej dynamicznie funkcjonujących rynków fotografii współczesnej i undergroundowej w Polsce. Od 1972 roku działa Jastrzębski Klub Fotograficzny „Niezależni”, powstały z inicjatywy m.in. Zofii i Jerzego Lubczyńskich. Celem działalności „Niezależnych” jest promocja współczesnej, niezależnej sztuki fotograficznej. Klub jest organizatorem wystaw (dorocznych, indywidualnych, zbiorowych, poplenerowych i pokonkursowych), jak również konkursów fotograficznych, prelekcji, spotkań i warsztatów.
W ramach działalności Jastrzębskiego Klubu Fotograficznego, corocznie organizowana jest Jastrzębska Szkoła Fotografii Dokumentalnej, mająca w 2022 roku swoją trzecią edycję. Projekt zakłada cykl warsztatów i wykładów dotyczących m.in. etyki fotoreportażu, procesu rozwijania dokumentalnego projektu, relacji w dokumencie, a także procesów edycyjnych i aktywności kuratorskiej. Wykładowcami związanymi z Jastrzębską Szkołą Fotografii dokumentalnej na przestrzeni lat byli m.in. Agnieszka Rayss, Arkadiusz Gola, Karolina Jonderko i Łukasz Rusznica.
Od 2012 roku w mieście organizowany jest Ogólnopolski Festiwal Fotografii Otworkowej OFFO, popularyzujący wiedzę na temat fotografii otworkowej pod kątem samej techniki oraz możliwości, jakie daje ten gatunek. W ramach każdej edycji Festiwalu prezentowane są prace członków Związku Polskich Artystów Fotografików, artystów Fotoklubu Rzeczypospolitej Polskiej i Międzynarodowej Federacji Fotografii Artystycznej F.I.A.P., a także wykładowców uczelni artystycznych. Festiwal OFFO uważany jest za jeden z najbardziej prestiżowych przeglądów swojego gatunku, a ekspozycje pochodzą z krajów takich jak m.in. Argentyna, Austria, Białoruś, Brazylia, Czechy, Dania, Hiszpania, Holandia, Kanada, Kolumbia, Litwa, Niemcy, Norwegia, Portugalia, Rosja, Stany Zjednoczone, Szwecja, Ukraina, Wielka Brytania czy Włochy.

### Muzea
W Jastrzębiu-Zdroju działalność prowadzi Galeria Historii Miasta, powstała w 2002 roku z pierwotną siedzibą w budynku żłobka przy ul. Wrzosowej. W latach 2010–2023, instytucja mieściła się w budynku Łazienek II w Parku Zdrojowym. W 2023 roku nowa siedziba Galerii została otwarta w Sanatorium Spółki Brackiej. W ramach działalności placówki prezentowane są stałe i zmienne ekspozycje dotyczące historii i kultury Jastrzębia-Zdroju oraz Śląska, a także wydawane są książki i albumy o charakterze popularnonaukowym oraz kwartalnik „Biuletyn Galerii Historii Miasta”. Instytucja prowadzi także działalność edukacyjną – lekcje muzealne z zakresu historii i etnografii regionu.

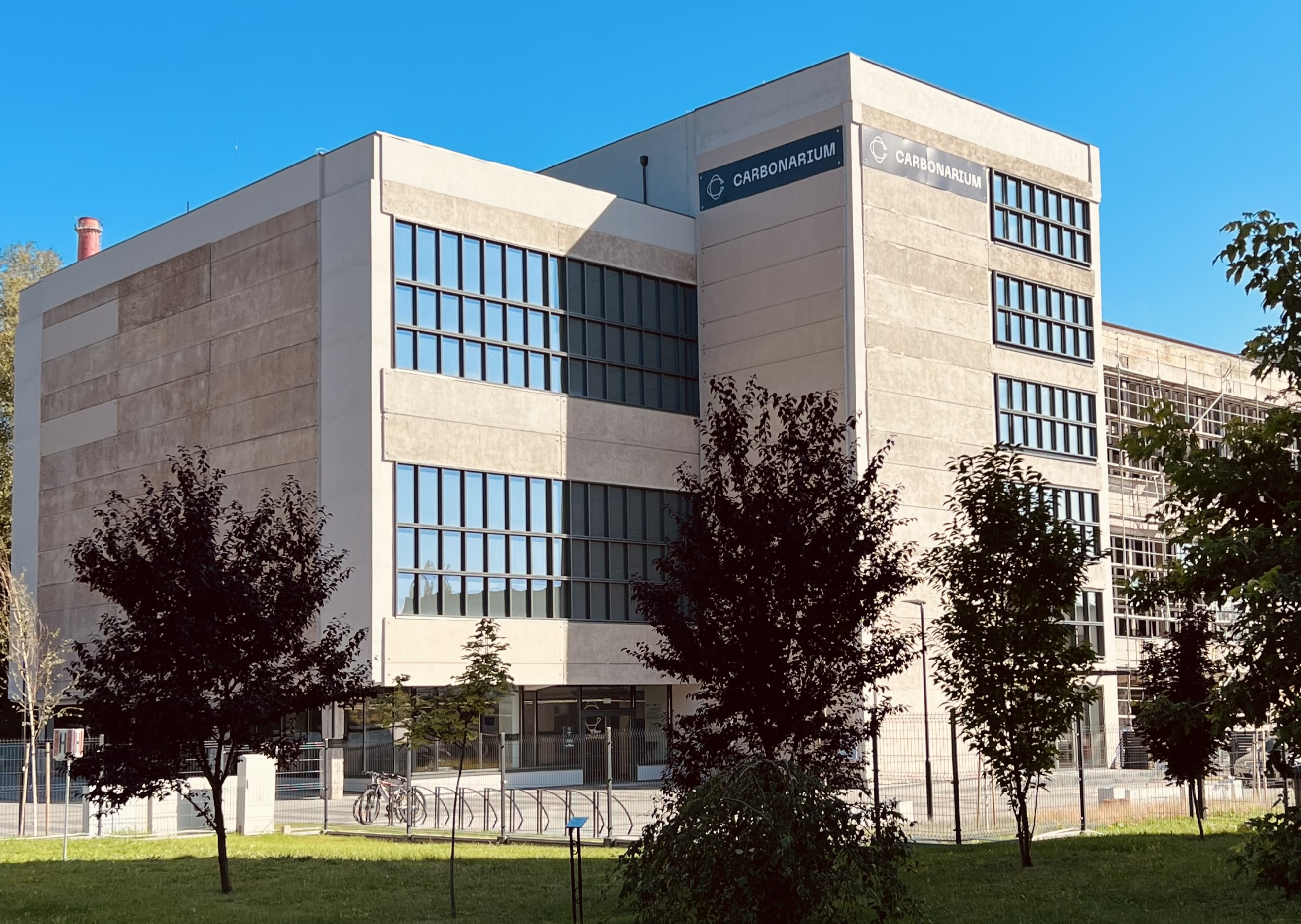
Carbonarium, muzeum węgla i historii Jastrzębia-Zdroju

W Moszczenicy znajduje się szkolne muzeum im. prof. Rudolfa Ranoszka, prezentujące ekspozycje pamiątek po nim, a także związanych z historią sołectwa. Do 2008 w sołectwie Szeroka funkcjonowało największe w Europie muzeum dzwonków liczące ponad 2,7 tys. eksponatów. Po śmierci właściciela, ks. Antoniego Łatko, zgodnie z wolą jego spadkobiercy, zbiory zostały przewiezione do podwarszawskiego zakonu sióstr Loretanek. Od 2019 roku działa Galeria Dzwonków w Jastrzębiu-Zdroju.
W 2021 roku rozpoczęto przebudowę istniejących obiektów postindustrialnych, będących pozostałością po nieistniejącej Kopalni Węgla Kamiennego Moszczenica, na potrzeby nowo powstałego Instytutu Dziedzictwa i Dialogu. Obiekt będzie siedzibą Centrum Dziedzictwa Postindustrialnego „Łaźnia Moszczenica”. Instytucja ma być odpowiedzialna za tworzenie, gromadzenie, upowszechnianie i ochronę dóbr kultury, inicjowanie i prowadzenie badań dotyczących historii i turystyki kulturowej, a także ochronę i popularyzację dziedzictwa postindustrialnego. W budynku znajdą się m.in. muzeum węgla i industrializacji regionu z salami warsztatowymi, widowiskowymi oraz konferencyjnymi.
W 2023 roku, w ramach wyżej wspomnianego projektu „Łaźnia Moszczenica”, otwarto muzeum węgla „Carbonarium”. W tym samym roku, w budynku sanatoryjnych Łazienek III, zainaugurowano działalność Galerii Sztuki Współczesnej.
Ponieważ w Jastrzębiu-Zdroju nie istnieje muzeum państwowe, ze względu na rejonizację i dawną przynależność miasta do powiatu wodzisławskiego, wiele eksponatów pochodzących z jego obszaru, znajduje się w Muzeum Regionalnym w Wodzisławiu Śląskim, mieszczącym się w Pałacu Dietrichsteinów.

### Muzyka

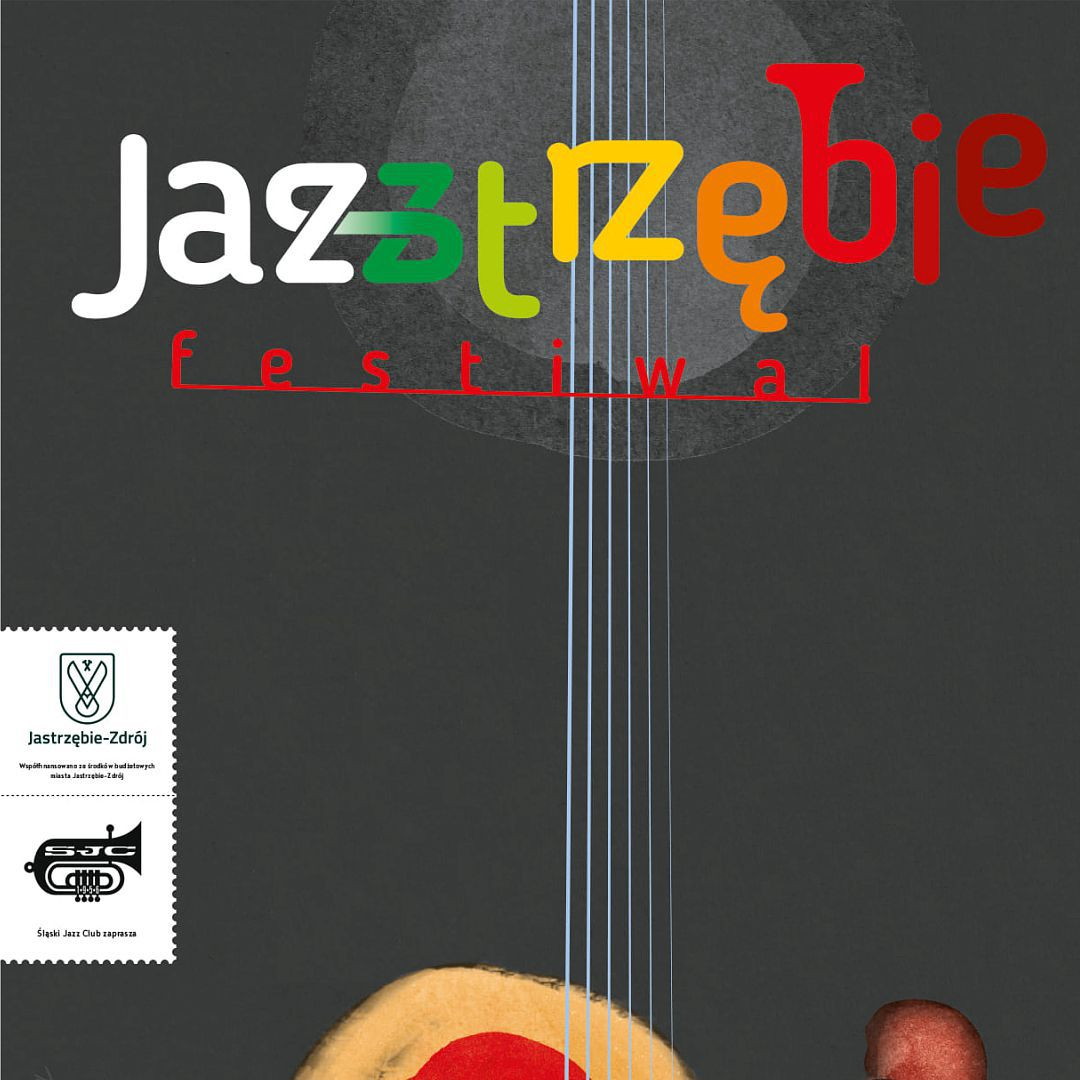
Plakat festiwalu Jazztrzębie

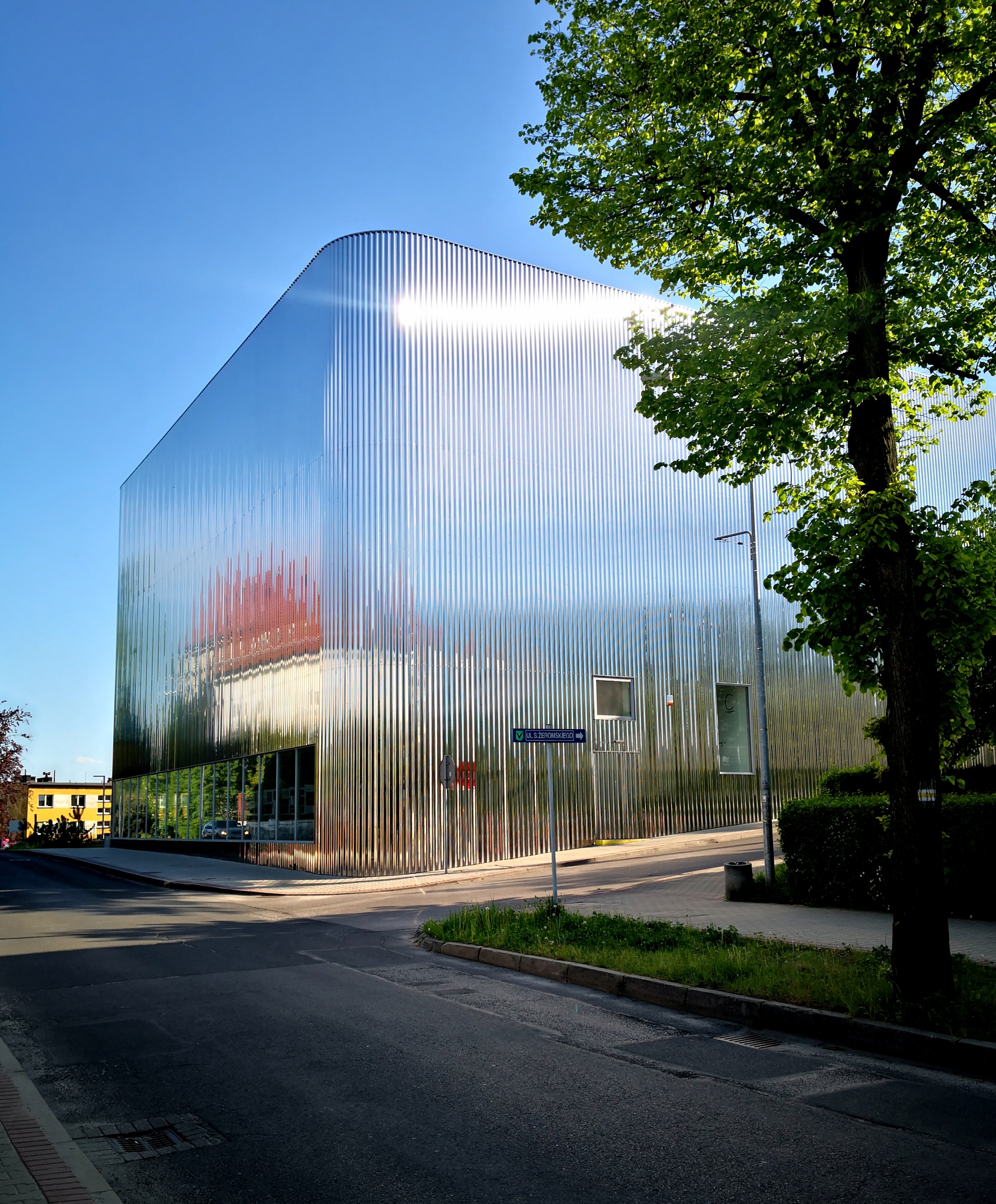
Sala koncertowa w Zdroju

Jastrzębie-Zdrój jest stałym miejscem organizacji festiwalu jazzowego Jazztrzębie. Początki tego wydarzenia sięgają roku 2014, kiedy z inicjatywy Przemysława Strączka, zorganizowano pierwsze w muzycznej historii miasta jam session. W kolejnym roku odbyła się pierwsza edycja festiwalu, w ramach której w przestrzeniach miejskich oraz Domu Zdrojowym zorganizowano cykl koncertów. W 2016 roku festiwal miał już charakter międzynarodowy – jastrzębskie sceny gościły artystów z Polski, Hiszpanii, Singapuru, Chin i Meksyku.
Festiwalowi towarzyszą wydarzenia takie jak wystawy fotografii jazzowej czy warsztaty muzyczne. Na przestrzeni lat gośćmi festiwalu byli m.in. Adam Bałdych, Adriano Trindade, Andy Sheppard, Anna Maria Jopek, David Doruzka, Dorota Miśkiewicz, Gilad Hekselman, Piotr Wojtasik i Xu Fengxia.
15 grudnia 2021 odbyły się pierwsze koncerty w nowej sali koncertowej Państwowej Szkoły Muzycznej. Czterokondygnacyjny budynek o powierzchni użytkowej 1675 m² zapewnia miejsca dla widowni liczącej blisko 400 osób. Obiekt ten jest pierwszą tego typu realizacją budowlaną w Polsce, z uwagi na ściany wewnętrzne odwzorowane z betonu architektonicznego w długość fali dźwiękowej. Projekt architektoniczny i jego realizacja zostały nagrodzone Nagrodą Architektoniczna „Polityki” (2021), Nagrodą Roku SARP (2022), Polskim Cementem w Architekturze (2022), a także nagrodami Architektura XXL (2022) i Property Design Awards (2023).
W sali koncertowej organizowane są wydarzenia o charakterze ogólnopolskim i międzynarodowym, m.in. Międzynarodowy Konkurs Instrumentów Dętych w Jastrzębiu-Zdroju, Międzynarodowy Konkurs Fletowy, Międzynarodowy Festiwal muzyczny Na drodze do Nowej Harmonii.

### Ośrodki kultury
Na terenie Jastrzębia-Zdroju głównym ośrodkiem kultury jest Miejski Ośrodek Kultury powstały w 1987, do którego należą m.in. kluby Kaktus, Metronom i Modelarnia, sześć świetlic młodzieżowych, Galeria Historii Miasta oraz Dom Zdrojowy z salą teatralną i galerią sztuki.
W głównym budynku Miejskiego Ośrodka Kultury, mieszczącym się przy al. Józefa Piłsudskiego, znajduje się Centrum Kultury Filmowej z dwoma salami kinowymi. Do 2008 w mieście działało także Górnicze Centrum Kultury z salą teatralną, kinem Panorama, galerią sztuki i klubem rozrywki, które zostało zlikwidowane.
Na terenie miasta znajduje się także siedem galerii sztuki ze zmiennymi ekspozycjami. Większość z nich stanowią galerie należące do Miejskiego Ośrodka Kultury oraz Miejskiej Biblioteki Publicznej.

## Gospodarka

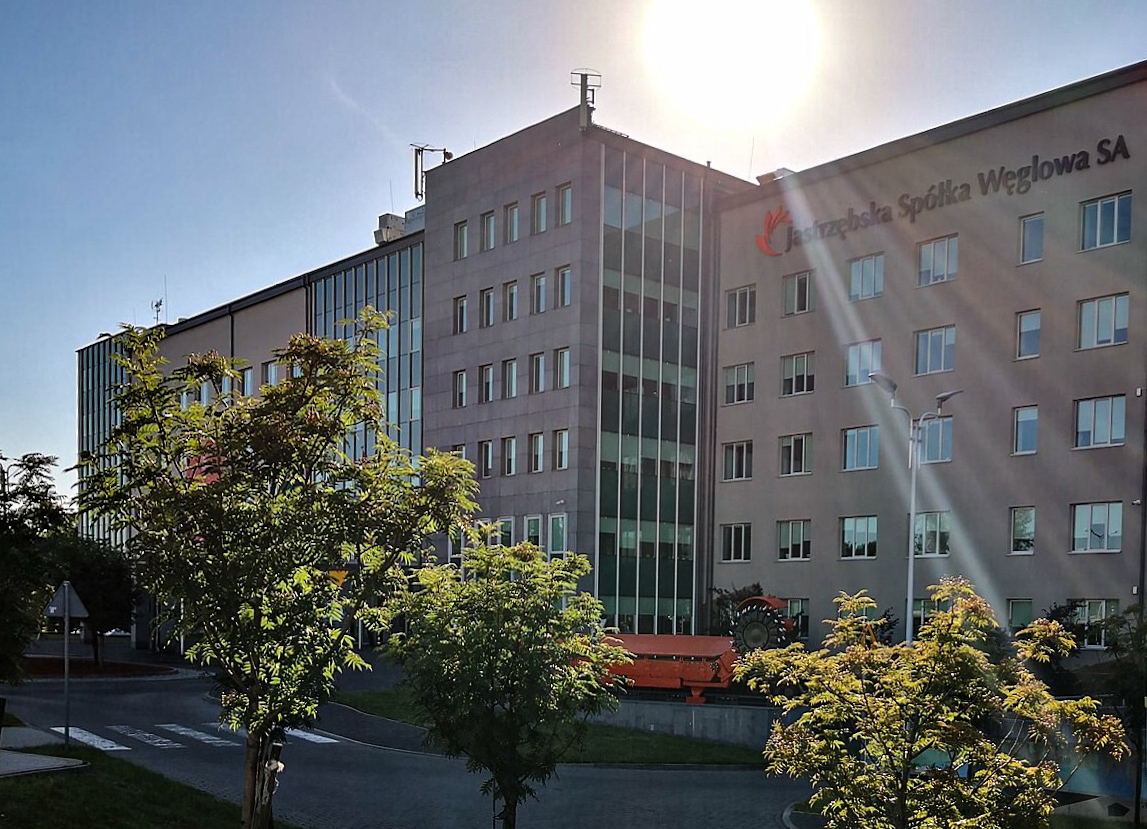
Siedziba Jastrzębskiej Spółki Węglowej

Jastrzębie-Zdrój znajduje się w obszarze jastrzębsko-żorskiej podstrefy Katowickiej Specjalnej Strefy Ekonomicznej o powierzchni 313,21 ha. Podstrefa została utworzona w celu wsparcia i przyspieszenia procesów restrukturyzacyjnych oraz stworzenia nowych miejsc pracy w regionie katowickim. W Jastrzębiu-Zdroju funkcjonuje ponad 6 tysięcy podmiotów gospodarczych, również w ramach działalności parków przemysłowych.
Jastrzębska Strefa Aktywności Gospodarczej (JSAG) powstała w lipcu 2000 roku, a jej udziałowcami są miasto Jastrzębie-Zdrój oraz Jastrzębska Spółka Węglowa. Przedmiotem działalności JSAG jest zagospodarowanie majątku poprodukcyjnego likwidowanych kopalń i terenów poprzemysłowych.
Miasto posiada dwie nowoczesne oczyszczalnie ścieków.
Według danych GUS z 2022 roku, stopa bezrobocia w Jastrzębiu-Zdroju wynosiła 3,2%, a dochód budżetu miasta na jednego mieszkańca był równy 7071,96 zł. Przeciętne wynagrodzenie brutto na jednego mieszkańca za rok 2021 wynosiło natomiast 8987,51 zł, co uplasowało Jastrzębie-Zdrój na pierwszej pozycji listy płac w województwie śląskim.

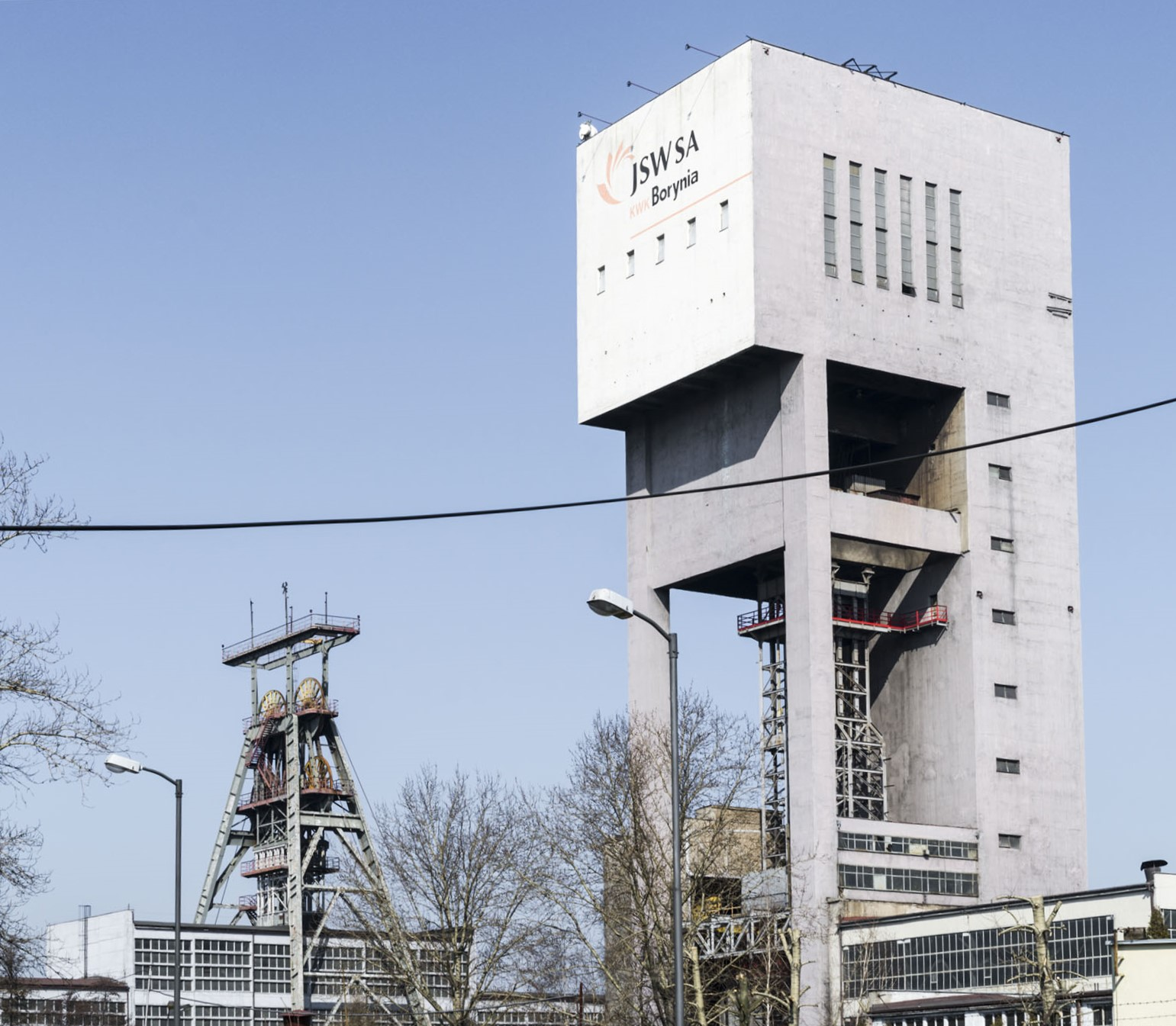
KWK Ruch Borynia

### Górnictwo węgla kamiennego
Główną gałęzią przemysłu w Jastrzębiu-Zdroju jest górnictwo węgla kamiennego. Pierwsze jastrzębskie kopalnie zaczęto projektować w 1954 roku, a na terenie miasta funkcjonowały następujące zakłady:
- KWK „Jastrzębie–Moszczenica” oddana do użytku w 1963 roku, w 1966 roku rozdzielona na dwa samodzielne przedsiębiorstwa: KWK „Jastrzębie” i KWK „Moszczenica”,
- KWK „Zofiówka” oddana do użytku w 1969 roku, w latach 1974–1990 działająca pod nazwą „Manifest Lipcowy”,
- KWK „Borynia” oddana do użytku w 1971 roku,
- KWK „Pniówek” oddana do użytku w 1974 roku, pierwotnie działająca pod nazwą „XXX-lecia PRL”, znajdująca się w granicach Jastrzębia-Zdroju do 1992 roku.

Po fuzji kopalni „Jastrzębie” i „Moszczenica” w podmiot KWK „Jas-Mos” i administracyjnego przyłączenia przysiółka Pniówek do gminy Pawłowice, w granicach Jastrzębia-Zdroju pozostały trzy kopalnie. 1 stycznia 2013 roku zostały one połączone w jeden podmiot o nazwie Kopalnia Węgla Kamiennego „Borynia-Zofiówka-Jastrzębie”.
W lipcu 2007 roku rozpoczęto prace nad otworem badawczym w złożu „Bzie Dębina 1 Zachód”. Dwa lata później ruszyła budowa nowego szybu 1-Bzie, uruchomionego w 2019 roku. Skutkiem tego, w 2021 roku, po przyłączeniu nowego szybu do istniejącego „Ruchu Jastrzębie”, powstała Kopalnia Węgla Kamiennego „Jastrzębie-Bzie”. W 2023 roku nastąpiło jej zrzeszenie do Kopalni Węgla Kamiennego „Borynia-Zofiówka”, jako podmiot „Ruch Bzie”. Doprowadziło to powstania scalonej Kopalni Węgla Kamiennego „Borynia-Zofiówka-Bzie”, zrzeszonej w Jastrzębskiej Spółce Węglowej.
| Oddział  | Wydobycie dobowe netto (2014) | Obszar górniczy (2023) | Zasoby operatywne (2023) | Typ produkowanego węgla |
| -------- | ----------------------------- | ---------------------- | ------------------------ | ----------------------- |
| Borynia  | 9.600 t/d                     | 17 400 km²             | 30,9 mln ton             | 35.1, 35.2A, 35.2B      |
| Bzie     | 11 100 t/d                    | 32 500 km²             | 180 mln ton              | 35.2B                   |
| Zofiówka | 10 300 t/d                    | 16 400 km²             | 50,9 mln ton             | 35.2                    |

Dane w powyższej tabeli pochodzą ze statystyk Jastrzębskiej Spółki Węglowej.

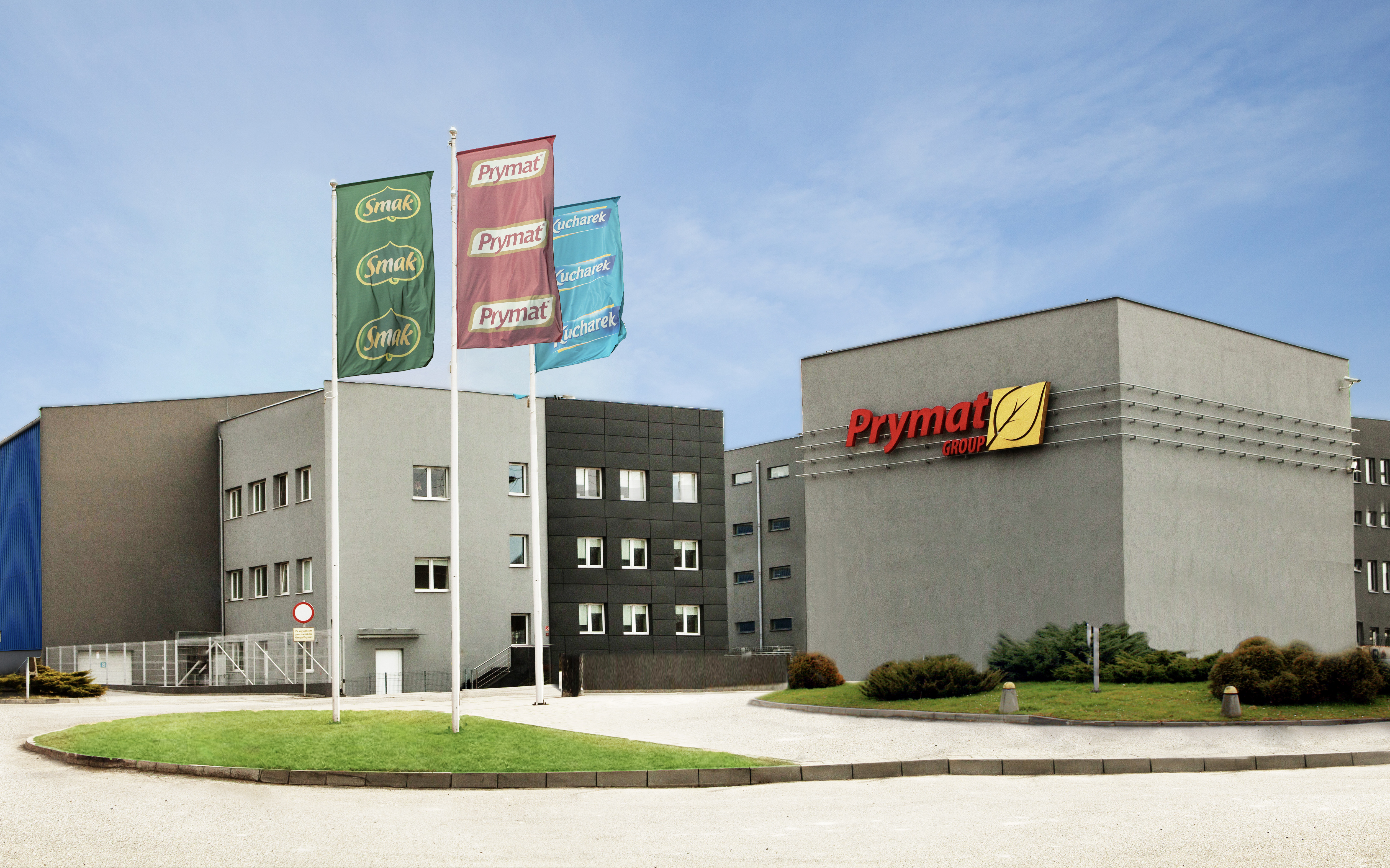
Siedziba spółki Prymat

### Przemysł gastronomiczny
W 1983 roku Ryszard i Ewa Lachowscy założyli grupę „Prima”, zajmującą się produkcją przypraw i koncentratów spożywczych. Od 1995 roku przedsiębiorstwo funkcjonuje jako spółka „Prymat”, zarządzająca markami: „Prymat”, „Kucharek”, „To Naturalne”, „Smak”, „Nadir” oraz „Prymat GastroLine”. Jastrzębskie przedsiębiorstwo uznawane jest za jednego z liderów na rynku przypraw w Europie Środkowej i Wschodniej, według szacunków Forbesa, „Prymat” kontroluje około trzydziestu procent polskiego rynku przypraw.
W Jastrzębiu-Zdroju funkcjonuje rzemieślniczy browar „Jastrzębie”, należący do spółki akcyjnej o tej samej nazwie, powstałej w 2017 roku. Budynek browaru i produkcja na terenie miasta działa od 2021 roku. Piwa warzone w zakładzie są dystrybuowane na terenie całego kraju.

### Jastrzębski Produkt Lokalny
Jastrzębski Produkt Lokalny to inicjatywa promująca produkty, usługi, wydarzenia i obiekty wytwarzane lub oferowane w Jastrzębiu-Zdroju. Celem programu jest wspieranie lokalnych przedsiębiorców oraz podkreślanie unikalności regionalnych wyrobów, co przyczynia się do wzrostu rozpoznawalności i atrakcyjności gospodarczej Jastrzębia-Zdroju.
W ramach Jastrzębskiego Produktu Lokalnego wyróżniono m.in. Olejarnię Uzdrowisko – rodzinną manufakturę tłoczącą na zimno 12 rodzajów olejów, takich jak rzepakowy, lniany czy z czarnuszki. Do inicjatywy należy również Winnica Laguna, zlokalizowana w dzielnicy Borynia, produkująca nagradzane na konkursach branżowych wina. Dodatkowo, mieszkańcy i turyści mogą skorzystać z atrakcji, takich jak spływy kajakowe rzeką Szotkówką czy wypożyczalnia kajaków "Szymańcówka". Program zachęca lokalnych twórców i przedsiębiorców do zgłaszania swoich produktów i usług, co sprzyja integracji społeczności oraz rozwojowi lokalnej gospodarki.

## Ochrona zdrowia

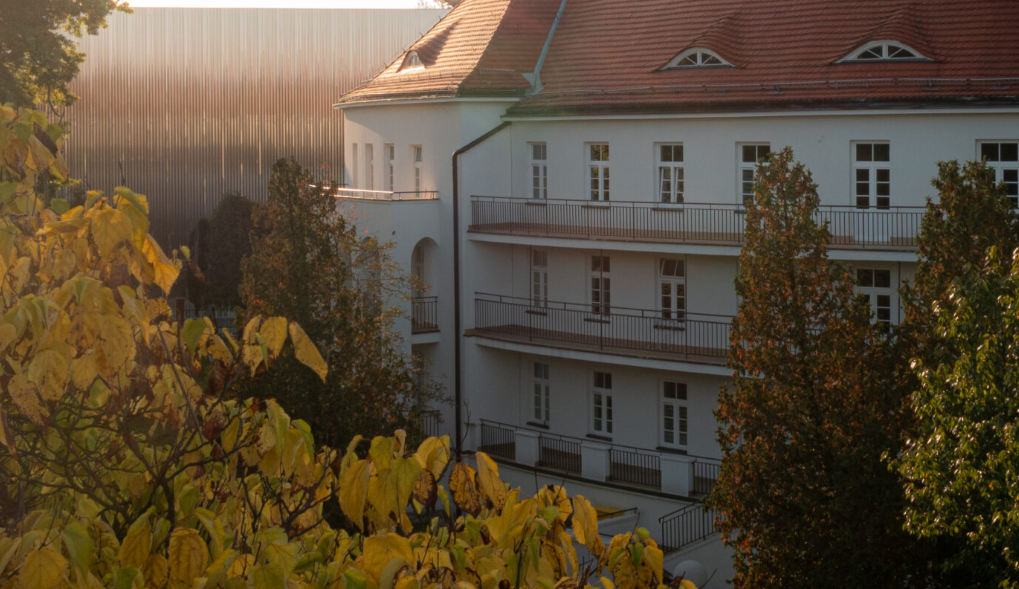
Wojewódzki Szpital Rehabilitacyjny dla Dzieci

W Jastrzębiu-Zdroju znajduje się Wojewódzki Szpital Specjalistyczny nr 2, funkcjonujący od 1976 roku. Placówka z siedzibą przy alei Jana Pawła II 7 umożliwia leczenie pacjentów na siedemnastu oddziałach i uchodzi za wysokospecjalistyczną instytucję zdrowia o znaczącym zapleczu diagnostyczno-terapeutycznym. Szpital jest wyposażony w nowoczesny siedmiosalowy blok operacyjny, w którym rocznie przeprowadza się około 8000 zabiegów. W 2025 roku, jastrzębski szpital stał się pierwszym w Polsce ośrodkiem medycznym, który zainstalował i wykorzystuje w chirurgii system robotyczny Hugo Ras.
Przy ulicy Ignacego Krasińskiego znajdował się Szpital Dziecięcy im. Janusza Korczaka, obecnie funkcjonujący w strukturach Wojewódzkiego Szpitala Specjalistycznego, z oddziałami pielęgnacyjno-opiekuńczym i opiekuńczo-leczniczym, a także poradnią nocnej i świątecznej opieki medycznej dla dzieci.
W posanatoryjnej części Jastrzębia-Zdroju siedzibę ma Wojewódzki Szpital Rehabilitacyjny dla Dzieci, którego historia sięga 1928 roku, gdy otwarto Sanatorium Inwalidów Wojskowych i Powstańczych im. Marszałka Józefa Piłsudzkiego. Od lat 50. XX wieku działało tu Sanatorium Rehabilitacyjne dla dzieci po chorobie Heine-Medina, które z biegiem lat zostało przekształcone w obecnie funkcjonujący szpital. Placówka przyjmuje pacjentów na oddziałach rehabilitacji ogólnoustrojowej oraz rehabilitacji neurologicznej, ponadto oferuje leczenie psychologiczne, logopedyczne, fizjoterapeutyczne, a także prowadzi ośrodek rehabilitacji dziennej.
Od 1998 roku działalność prowadzi Niepubliczny Wielospecjalistyczny Zakład Opieki Zdrowotnej „Medicus”, oferujący leczenie w szesnastu poradniach, w tym m.in. chirurgii naczyniowej, chirurgii ogólnej, chorób zakaźnych czy kardiologii.
Poza szpitalami, na terenie Jastrzębia-Zdroju znajdują się 24 Niepubliczne Zakłady Opieki Zdrowotnej funkcjonujące w oparciu o umowę z Narodowym Funduszem Zdrowia, a także prywatne zakłady lecznicze, wielospecjalistyczne przychodnie i kliniki weterynaryjne.

## Sport

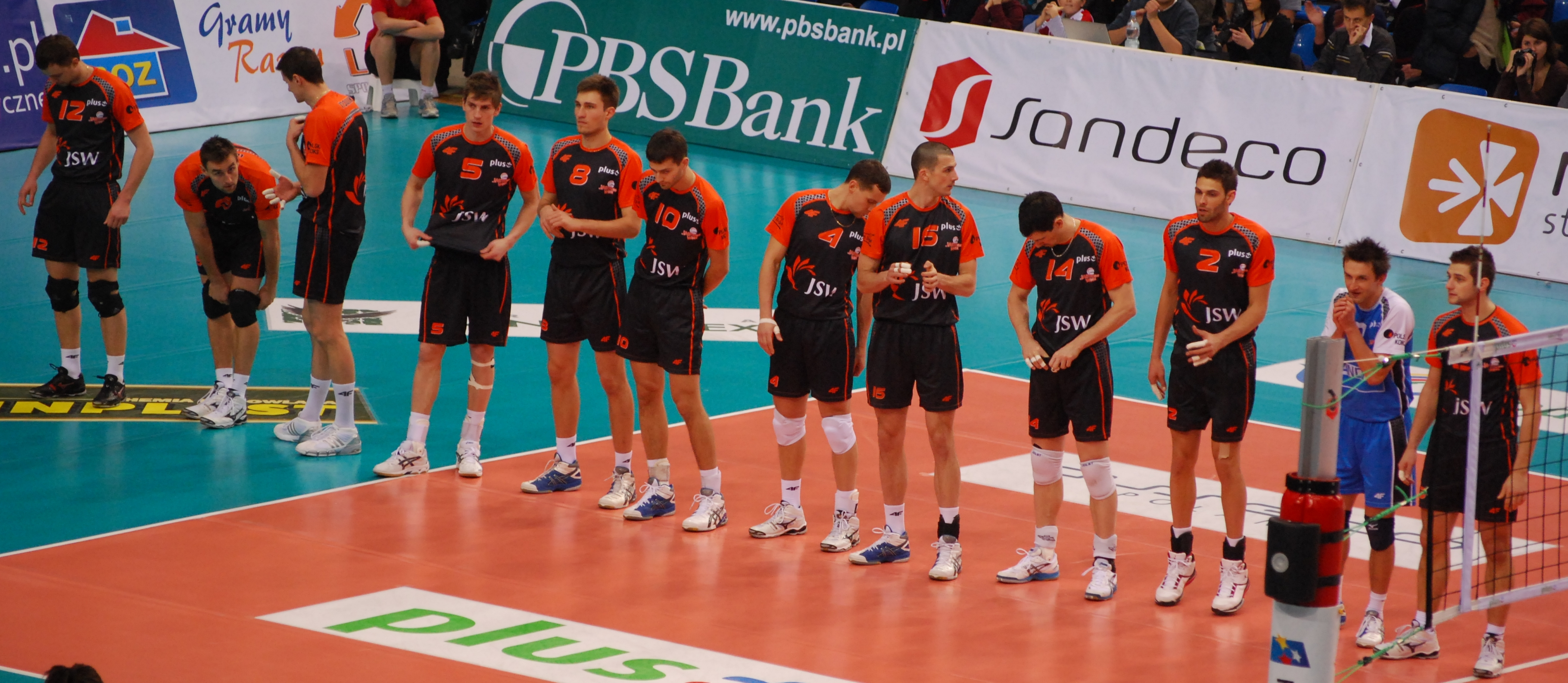
Siatkarze klubu Jastrzębski Węgiel w sezonie 2010/2011

KS Jastrzębski Węgiel, to klub, który nieprzerwanie od 1997 roku występuje w polskiej ekstraklasie siatkówki mężczyzn – PlusLidze. Klub zdobył łącznie: 14 medali mistrzostw Polski: 3 złote, 3 srebrne i 8 brązowych. W 2011 zdobył 2. miejsce w KMŚ, w sezonie 2013/2014 brązowy medal, a w sezonie 2022/2023 wicemistrzostwo Ligi Mistrzów. Klub jest jednym z najbardziej rozpoznawalnych polskich klubów na świecie, w którym grali zawodnicy klasy światowej, np. Pavel Abramov czy Plamen Konstantinov. Mecze drużyny rozgrywane są w hali widowiskowo-sportowej w Jastrzębiu Zdroju, która została kompletnie odnowiona w 2011 roku. W 2005 roku klub zgodnie z ustawą o sporcie kwalifikowanym przekształcił się ze stowarzyszenia w sportową spółkę akcyjną.

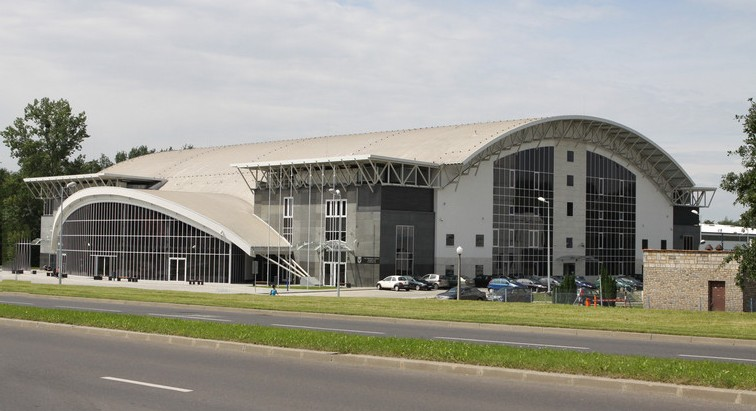
Hala Widowiskowo-Sportowa

Piłkarskim klubem sportowym jest GKS Jastrzębie założony w 1961 roku, który od sezonu 2022/2023 gra w II lidze. Jest to spadek z 1 ligi, w której niegdyś grał klub. Spadek był spowodowany brakiem funduszy na spłacenie drużyny i takim to sposobem została założona nowa. Drużyna rozgrywa mecze piłkarskie na Stadionie miejskim przy ulicy Harcerskiej o pojemności sześciu tysięcy miejsc siedzących.
W mieście działa również klub hokejowy JKH GKS Jastrzębie, który od sezonu 2008/2009 występuje w ekstralidze polskiego hokeja. Drużyna rozgrywa mecze na lodowisku Jastor, którego pojemność wynosi 2800 miejsc siedzących. W sezonie 2020/2021 drużyna zdobyła mistrzostwo Polski. Ponadto w Jastrzębiu-Zdroju działają kluby sportowe: BKS Jastrzębie (boks), UKH Białe Jastrzębie-Zdrój (hokej na lodzie kobiet), Międzyszkolny Ośrodek Sportowy Jastrzębie, LKS Granica Ruptawa (piłka nożna), LZS Zryw Bzie (piłka nożna), LKS Żar Szeroka (piłka nożna), Jastrzębski Klub Tenisa Stołowego, Koka Jastrzębie (judo), Klub Piłki Ręcznej, UKS ROMI Jastrzębie (piłka ręczna dziewcząt) oraz Jastrzębski Koszykarski Klub Sportowy (koszykówka dziewcząt).
W Jastrzębiu-Zdroju znajduje się ścianka wspinaczkowa, o powierzchni 200 m kw. Ścianka zarządzana jest przez Klub Wysokogórski Jastrzębie Zdrój. KW Jastrzębie Zdrój działa od 1984 roku, od tego samego roku jest zrzeszony w Polskim Związku Alpinizmu. Zawodniczki i zawodnicy KW Jastrzębie Zdrój w 2010 roku wchodzili w skład kadry narodowej wspinaczki sportowej PZA.
Główną instytucją sportową w Jastrzębiu-Zdroju jest Miejski Ośrodek Sportu i Rekreacji powstały w 1991 roku. MOSiR jest jednostką organizacyjną działającą na terenie całego miasta. Głównym obszarem zadań tej instytucji jest organizacja imprez sportowo-rekreacyjnych, a także współpraca z klubami i organizacjami młodzieżowymi. Ośrodek regularnie organizuje rozgrywki w czterech dyscyplinach sportowych: Miejskiej Ligi Siatkówki Amatorów, Grand Prix Miejskiej Ligi Piłki Halowej, Miejskiej Indywidualnej Ligi Tenisa Stołowego, a także Jastrzębskiej Ligi Szachowej. Obiektami sportowymi należącymi do MOSiR-u są: stadion miejski przy ul. Harcerskiej, stadion przy ul. Kościelnej, kompleks sportowy Omega przy ulicy Harcerskiej, kryta pływalnia Laguna przy ul. Opolskiej, lodowisko Jastor przy ul. Leśnej, dwa boiska sportowe, w tym jedno wybudowane w ramach programu Orlik 2012 oraz kąpielisko Zdrój przy ul. Witczaka. Ponadto w mieście znajdują się hala sportowa (sołectwo Szeroka) oraz hala widowiskowo-sportowa przy ul. Leśnej.
W Jastrzębiu-Zdroju działa również klub bejsbolowy MKS Jastrząb. Bejsboliści z Jastrzębia-Zdroju są jedną z najlepszych drużyn w 1 lidze grupy południowej

## Transport

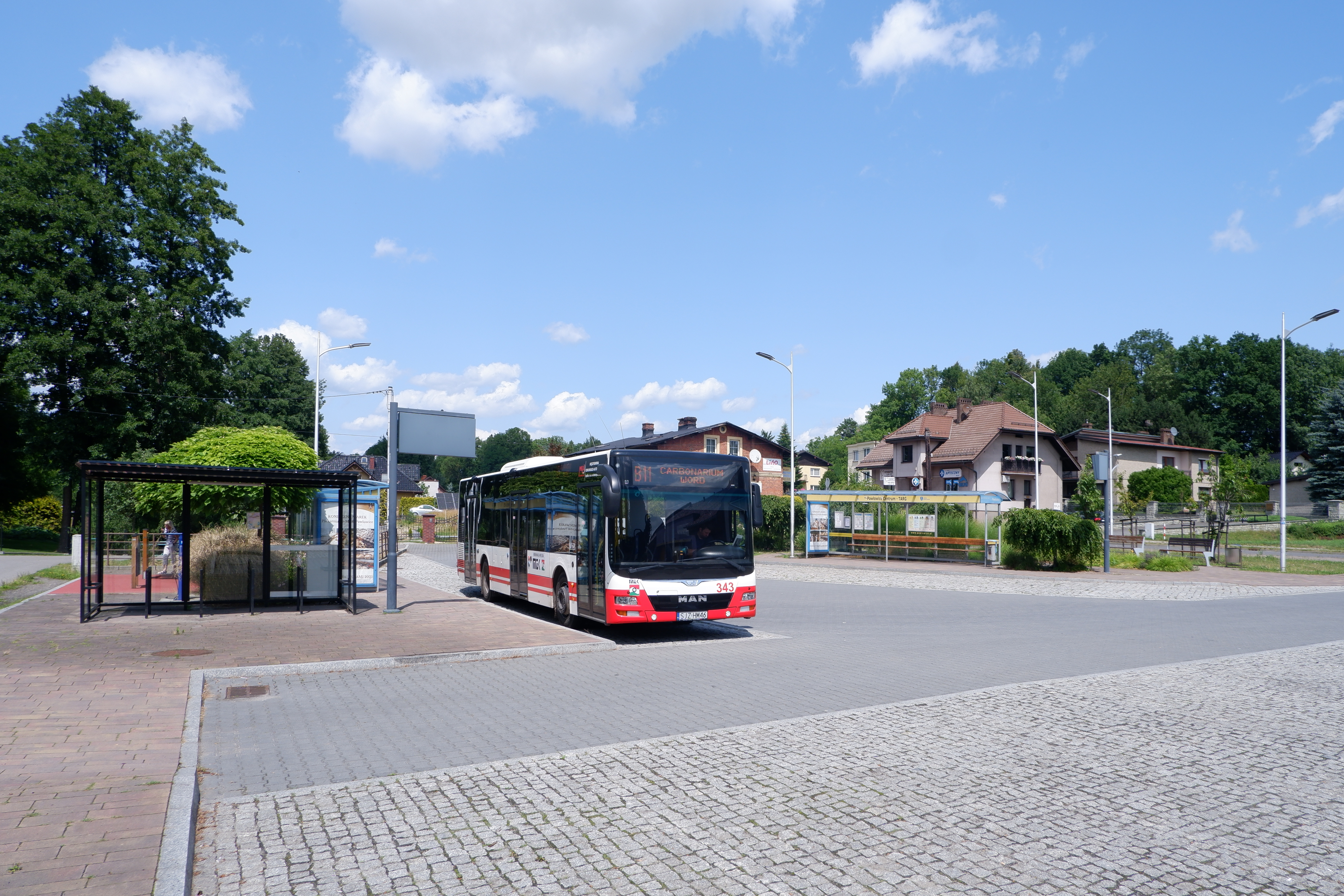
Autobus MZK Jastrzębie-Zdrój

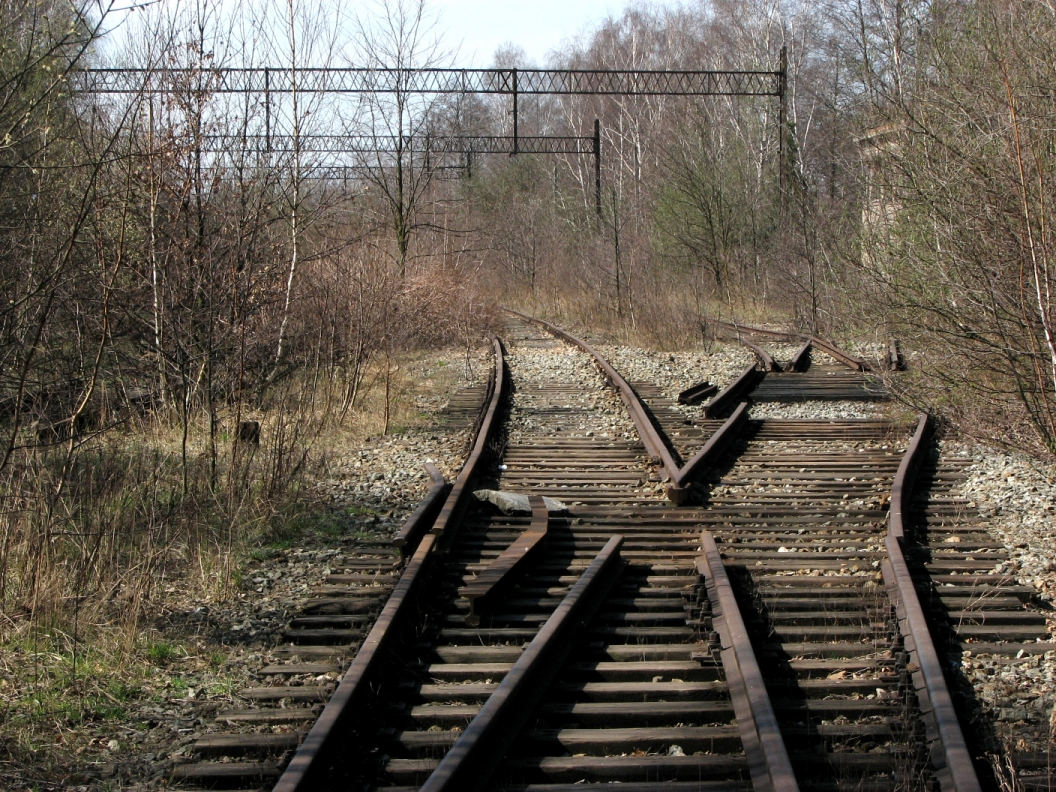
Pozostałości po linii kolejowej

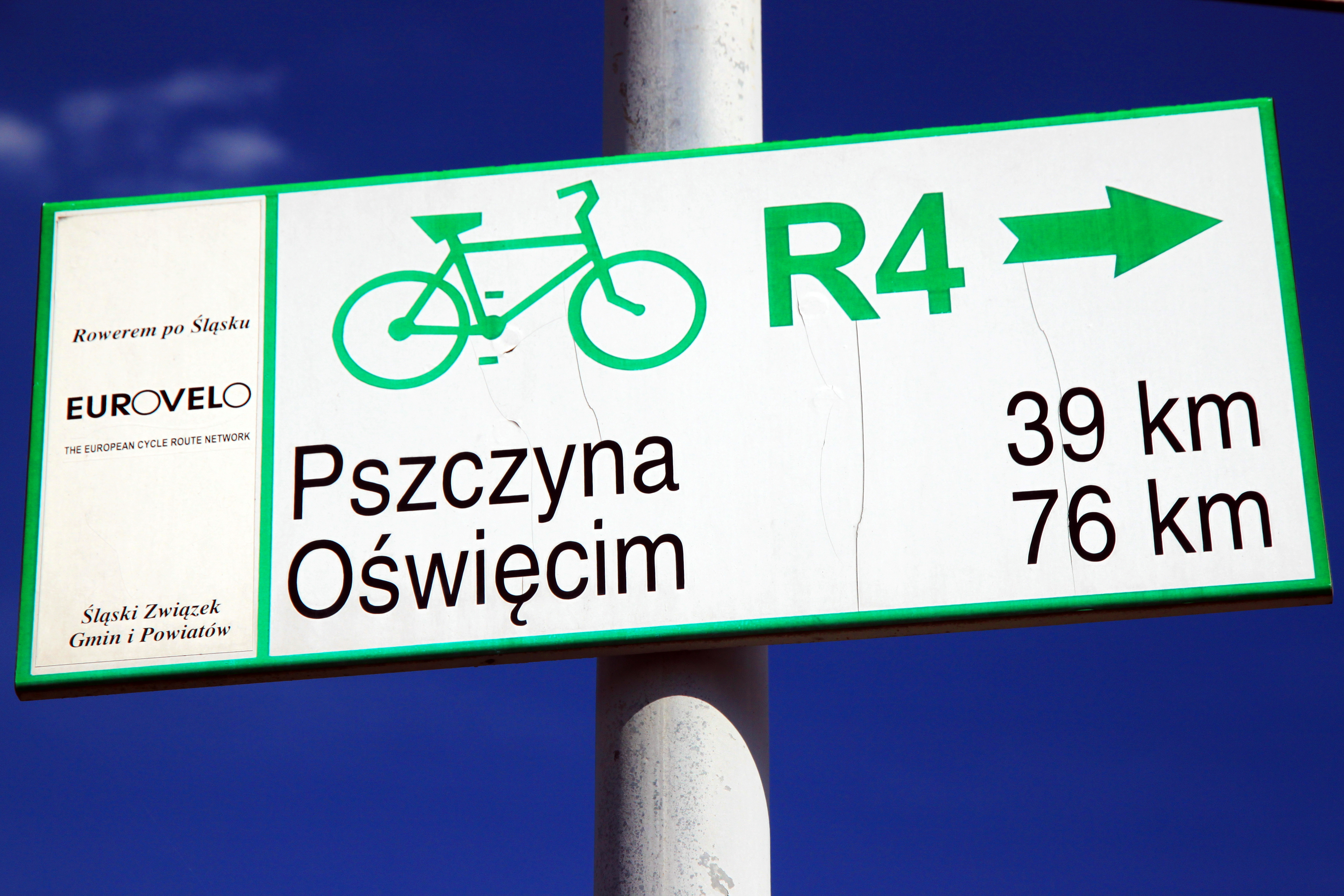
Tablica trasy rowerowej R-4 przy dworcu głównym

### Drogowy
Na wschód od miasta przebiega droga krajowa 81, zaś na zachód od niego autostrada A1. Przez teren miasta przebiegają dwie drogi wojewódzkie: 933 (z zachodu na wschód) oraz 937 (z północy na południe), a także Droga Główna Południowa, pełniąca rolę obwodnicy.

#### Komunikacja miejska
Miasto posiada komunikację miejską łączącą osiedla i sołectwa, obsługuje również połączenia z okolicznymi miejscowościami, między innymi z Wodzisławiem, Rybnikiem, Żorami i Zebrzydowicami. Prywatne firmy obsługują linie do Katowic, Wisły, Krakowa, a także do Cieszyna.
W Jastrzębiu-Zdroju kursuje 67 linii autobusowych Międzygminnego Związku Komunikacyjnego. Obsługują one również sąsiednie miejscowości (m.in. Mszanę, Pawłowice, Połomię, Rybnik, Skrzeczkowice, Świerklany, Wodzisław Śląski, Zebrzydowice i Żory).

### Kolejowy
W latach 1910–1913 wybudowano 43,8 km 1-torową linię kolejową Żory-Jastrzębie Zdrój-Wodzisław Śląski. Zelektryfikowano ją w latach 1973–1984. W czerwcu 1997 zawieszono przewozy w kierunku Wodzisławia Śląskiego, a w lutym 2001 w stronę Pawłowic, zarówno pasażerskie, jak i towarowe (nie licząc linii kolejowej obsługujące lokalne kopalnie) – od tej pory Jastrzębie-Zdrój jest największym miastem w Polsce i Europie Środkowej nie posiadającym kolei pasażerskiej. Najbliższe stacje kolejowe z połączeniami międzynarodowymi są oddalone ok. 10 km od miasta i znajdują się w Zebrzydowicach i Wodzisławiu Śląskim. Obecnie prowadzone są działania w kierunku umożliwienia powrotu kolei do miasta.
9 listopada 2022 w Urzędzie Marszałkowskim w Katowicach została podpisana umowa na uzupełnienie sieci kolejowej o połączenie Jastrzębia-Zdroju z Katowicami. Umowę podpisano pomiędzy liderem inwestycji, którym jest samorząd województwa a spółką PKP PLK SA. Zadanie zostanie zrealizowane w ramach programu Kolej+. W ramach prac powstanie 20,6 km nowych torów. Prace obejmą również odbudowę części linii 159 na terenie Jastrzębia-Zdroju, rewitalizację istniejącego fragmentu linii kolejowej 159 pomiędzy Jastrzębiem-Zdrojem i Żorami oraz odbudowę fragmentu linii 159 pomiędzy Żorami i Orzeszem. Powstanie 10 nowych punktów obsługi podróżnych. Linia będzie mierzyła 35 km. Przejazd w jedną stronę zajmie 74 minuty. Planowane jest uruchomienie 12 par pociągów dziennie. Koszt inwestycji, która ma być realizowana w latach 2023–2028 zaplanowano na ok. 474 mln zł.

### Lotniczy
Najbliższy międzynarodowy port lotniczy znajduje się w Ostrawie-Mošnov, zaś najbliższy na terenie Polski – w Katowicach-Pyrzowicach – oddalony jest od Jastrzębia-Zdroju o 80 km, a port lotniczy w Krakowie-Balicach – o 120 km. W mieście znajduje się lądowisko dla helikopterów.

## Wspólnoty religijne
Jastrzębie-Zdrój w czasie rozbudowy w latach 60. i 70. XX wieku miało być wzorcowym miastem socjalistycznym i przez wiele lat nie wydawano zgody na budowę nowych obiektów sakralnych w centrum miasta, jednak na obrzeżach funkcjonowały kościoły katolickie i protestanckie. W centrum organizowane były Msze Święte polowe w okolicy klasycystycznej kapliczki pod wezwaniem świętego Jana Nepomucena (w miejscu, gdzie obecnie znajduje się Urząd Miasta) do momentu, gdy została przeniesiona na tzw. Górę Młyńską – stoi obecnie przed kościołem na tymże wzniesieniu. Przełomowym momentem była zgoda władz na przeniesienie z Wodzisławia Śląskiego – Jedłownika, drewnianego zabytkowego kościoła który stanął na osiedlu „Przyjaźń”. Nie rozwiązało to jednak problemu przepełnienia kościołów. Protesty mieszkańców spowodowały, że władze w 1974 wydały zgodę na budowę pierwszego nowego kościoła katolickiego, który powstał w okolicach osiedla „Arki Bożka”. Na początku lat 80. wybudowano kolejny kościół.
W Jastrzębiu-Zdroju działalność prowadzą:
- Kościół rzymskokatolicki – 15 parafii należących do dekanatów Jastrzębie Górne, Jastrzębie Zdrój i Boguszowice[122][123][124]
- Kościoły protestanckie:
  - Chrześcijańska Wspólnota Ewangeliczna – placówka misyjna w Jastrzębiu-Zdroju, ul. Ofiar Faszyzmu 12[125]
  - Kościół Adwentystów Dnia Siódmego w RP – Zbór Kościoła Adwentystów Dnia Siódmego w Jastrzębiu-Zdroju, ul. Lompy 29[126]
  - Biblijny Kościół Baptystyczny – sala modlitw przy ul. Warszawskiej 1,
  - Kościół Ewangelicko-Augsburski w RP – Parafia Ewangelicko-Augsburska w Jastrzębiu-Zdroju, ul. Cieszyńska 33[127]
  - Kościół Ewangelicznych Chrześcijan w RP – zbór „Betania”, ul. Chełmońskiego 5[128]
  - Kościół Wolnych Chrześcijan w RP – zbór w Jastrzębiu-Zdroju, ul. Cieszyńska 30[129]
  - Kościół Zielonoświątkowy w RP – zbór „Oaza”, ul. Kościelna 1[130]
  - Zbór Ewangelii Łaski – zbór w Jastrzębiu-Zdroju, ul. Leśmiana 31[131],
- Świadkowie Jehowy – sześć zborów (Centrum, Cieszyńska, Pomorska, Stare, Szeroka, Turystyczna), korzystających z trzech Sal Królestwa (ul. Fredry 25D, ul. Konduktorska 50, ul. 11 Listopada 24A)[132]

Działalność na terenie miasta prowadzi miejscowy oddział terenowy Chrześcijańskiego Stowarzyszenia Dobroczynnego.
W Jastrzębiu-Zdroju mieszkają w niewielkich ilościach wyznawcy religii takich jak islam, judaizm i prawosławie, jednak nie posiadają swoich świątyń.
Przed II wojną światową na terenie uzdrowiska znajdowały się dwa pensjonaty żydowskie oraz żydowski dom modlitwy. Do Jastrzębia-Zdroju przybył gliwicki rabin dr Wilhelm Münz. Na Bożej Górze znajdował się cmentarz żydowski, zniszczony w 1942 przez hitlerowców.
W mieście znajduje się klasztor sióstr Boromeuszek, dom zgromadzenia sióstr Salezjanek, dom zgromadzenia Córek Bożej Miłości oraz dom zgromadzenia Sióstr Służebniczek Najświętszej Maryi Panny Niepokalanie Poczętej.
Na terenie Jastrzębia-Zdroju znajdują się trzy cmentarze komunalne, osiem katolickich cmentarzy parafialnych, cmentarz ewangelicko-augsburski oraz cmentarz wojenny.

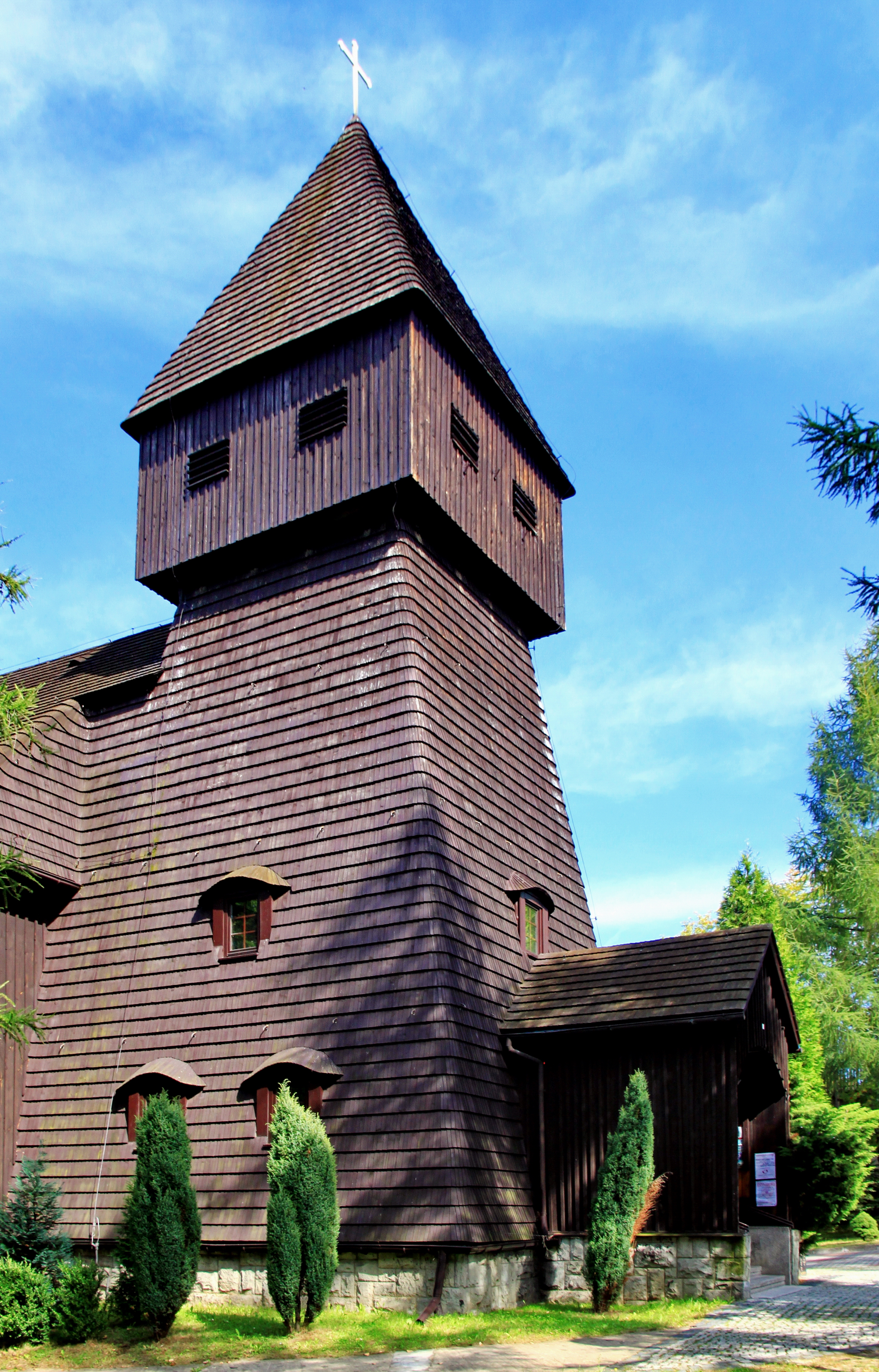
Kościół pw. św. Barbary i św. Józefa
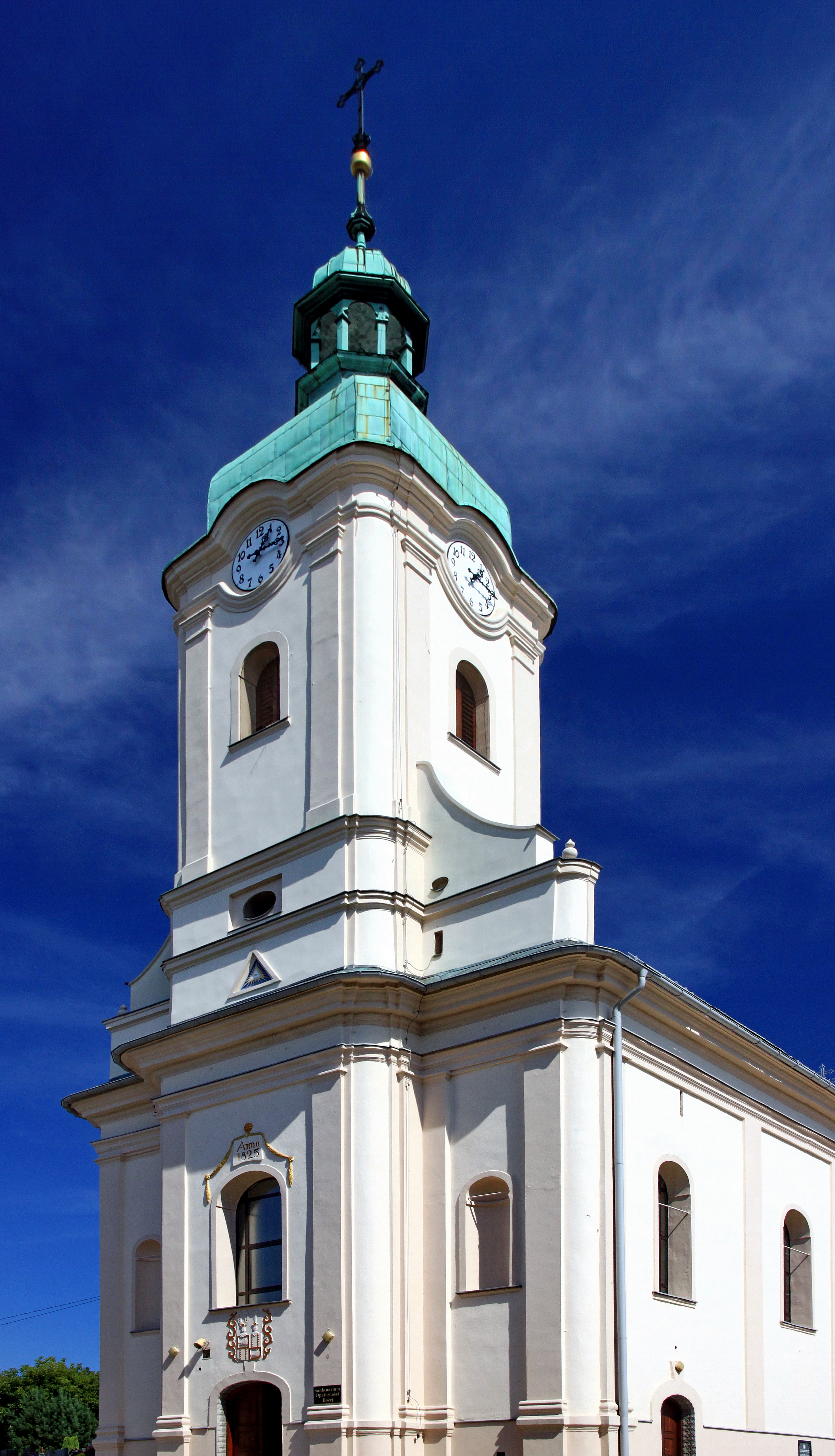
Sanktuarium Opatrzności Bożej
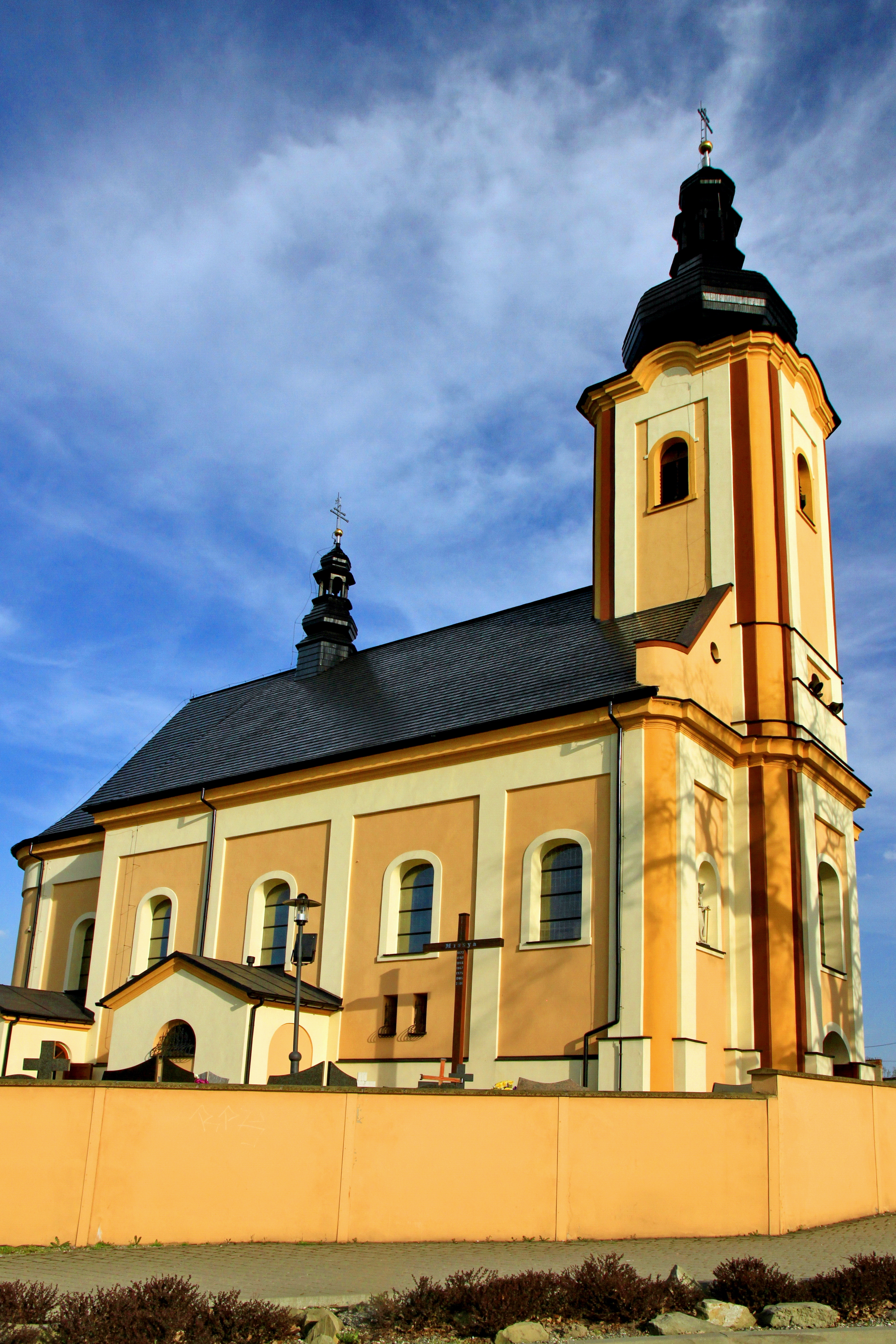
Kościół pw. Wszystkich Świętych
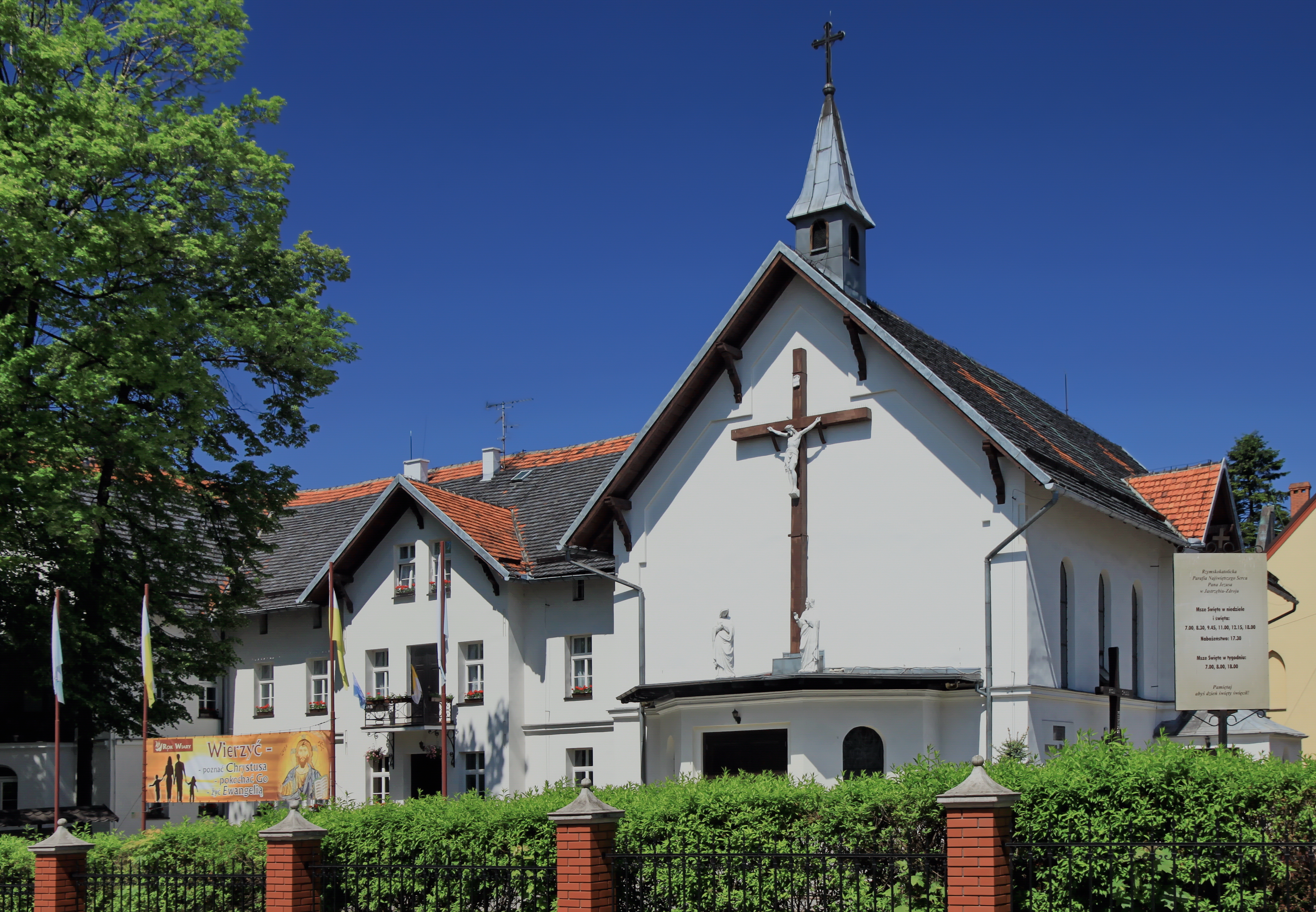
Kościół pw. Najświętszego Serca Pana Jezusa
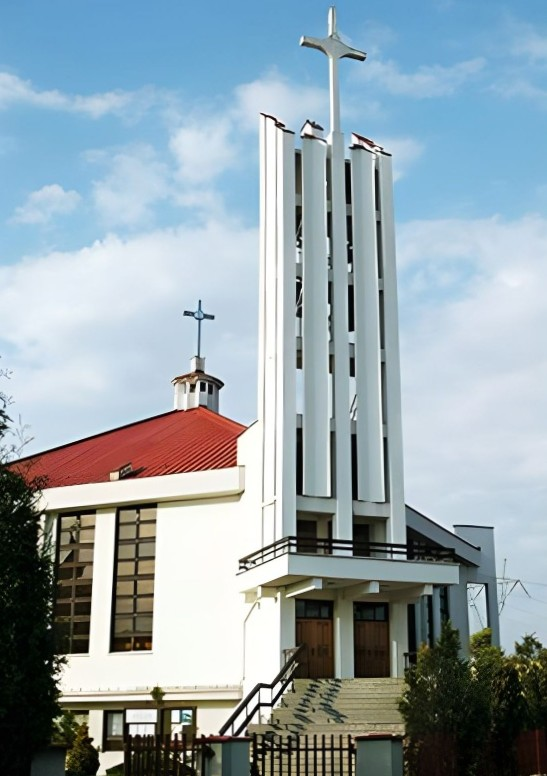
Kościół ewangelicko-augsburski
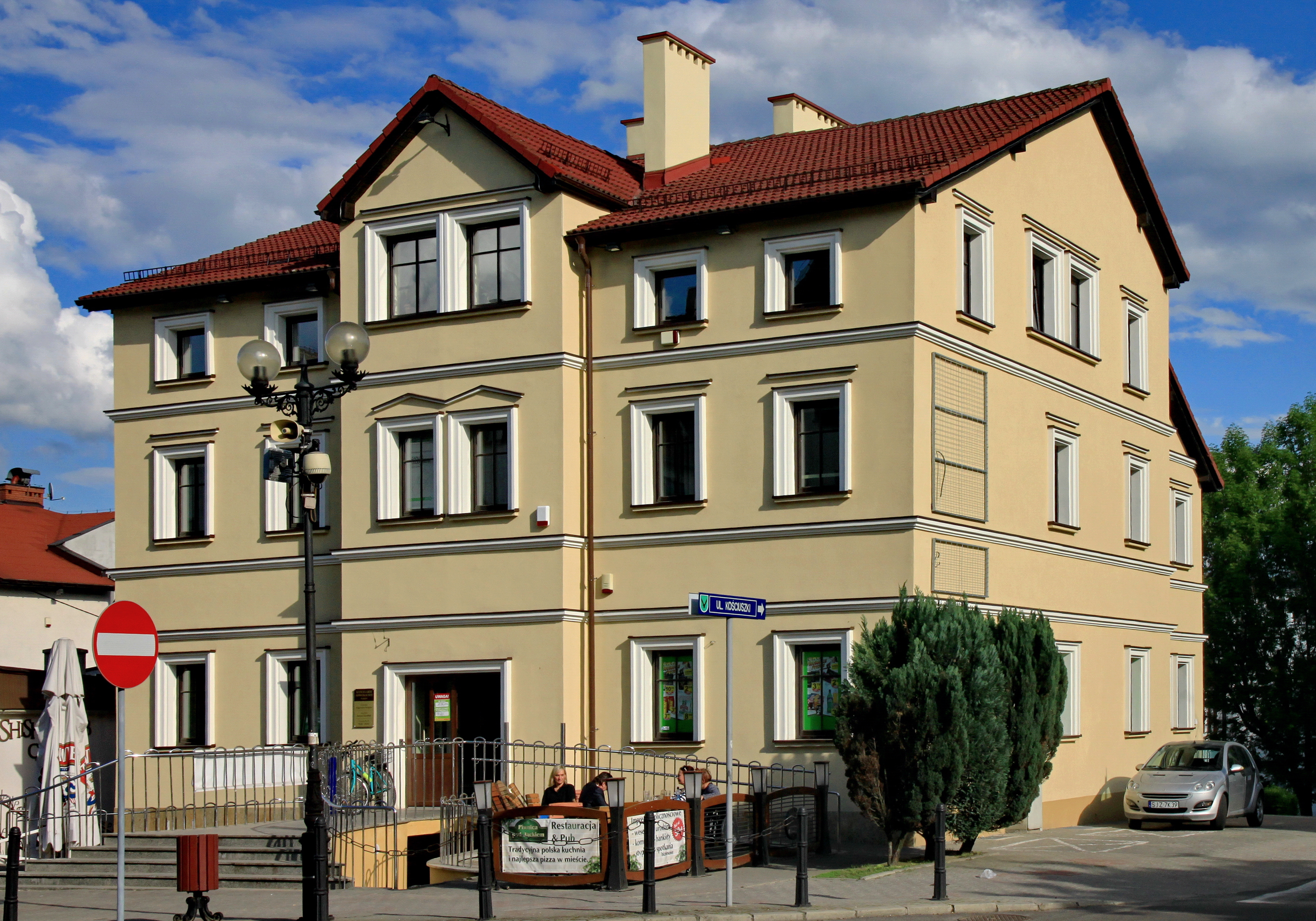
Budynek w którym przed II wojną światową mieściła się synagoga